# Liste von Ämtern, die gewöhnlich von einem Kardinal bekleidet werden
In der Liste von Ämtern, die gewöhnlich von einem Kardinal bekleidet werden, werden Kurienämter und Bischofssitze in der römisch-katholischen Kirche aufgelistet, die üblicherweise mit einem Kardinal besetzt werden oder deren Inhaber üblicherweise vom Papst zum Kardinal ernannt werden.
Der Papst ist in der Ernennung von Kardinälen völlig frei. Jedoch gibt es Bistümer und Ämter, die traditionell sehr häufig mit der Kardinalswürde verbunden sind. Während frühere Päpste wie Johannes Paul II. und Benedikt XVI. bei der Ernennung von Kardinälen fast ausschließlich Kandidaten aus dieser Liste auswählten, wich Papst Franziskus bei seinen Ernennungen oft davon ab.

## Kardinalssitze
Verschiedene und besonders wichtige Erzbistümer werden gewöhnlich entweder mit einem Kardinal besetzt, oder der neue Erzbischof wird bei einem der nächsten Konsistorien ins Kardinalskollegium berufen. Als solche können derzeit 61 Erzbistümer gelten:

### Europa (29)
Europa stellt derzeit etwas weniger als die Hälfte der Kardinäle.

#### Deutschsprachiger Raum (4)
Im deutschsprachigen Raum gibt es heute vier Erzbistümer, die normalerweise mit einem Kardinal besetzt sind, davon drei in Deutschland und eines in Österreich. Das frühere deutsche Erzbistum Breslau, dessen Erzbischöfe seit 1893 regelmäßig zu Kardinälen berufen werden, gehört heute zu Polen.
Deutschland:
- Erzbistum Berlin (Konrad Graf von Preysing 1946, seit Julius Döpfner ab 1958 ausnahmslos bis 2014)[1]
- Erzbistum Köln (seit Johannes von Geissel ab 1850 fast ausnahmslos)[2]
- Erzbistum München und Freising (seit Franziskus von Bettinger ab 1914)[3]

Österreich:
- Erzdiözese Wien (seit Joseph Othmar von Rauscher ab 1855)[4]

##### Deutschland
Wenn man alle deutschen Kardinäle betrachtet, die im 20. und 21. Jahrhundert ernannt wurden, ergibt sich folgendes Bild:

###### Köln und München-Freising
Erzbistum Köln
- Antonius Hubert Kardinal Fischer (1902 Erzbischof, 1903 Kardinal)
- Felix Kardinal von Hartmann (1912 Erzbischof, 1914 Kardinal)
- Karl Joseph Kardinal Schulte (1920 Erzbischof, 1921 Kardinal)
- Joseph Kardinal Frings (1942 Erzbischof, 1946 Kardinal)
- Joseph Kardinal Höffner (1969 Erzbischof, 1969 Kardinal)
- Joachim Kardinal Meisner (1988 Erzbischof, bereits seit 1983 Kardinal)
- Rainer Maria Kardinal Woelki (2014 Erzbischof, bereits seit 2012 Kardinal)

Erzbistum München und Freising
- Franziskus Kardinal von Bettinger (1909 Erzbischof, 1914 Kardinal)
- Michael Kardinal von Faulhaber (1917 Erzbischof, 1921 Kardinal)
- Joseph Kardinal Wendel (1952 Erzbischof, 1953 Kardinal)
- Joseph Kardinal Ratzinger (1977 Erzbischof, 1977 Kardinal)
- Friedrich Kardinal Wetter (1982 Erzbischof, 1985 Kardinal)
- Reinhard Kardinal Marx (2007 Erzbischof, 2010 Kardinal)

In diesen beiden Erzbistümern wurden alle Erzbischöfe binnen maximal 5 Jahren zum Kardinal ernannt.

###### Breslau beziehungsweise Berlin
Vor 1945 gehörte das Erzbistum Breslau zu den deutschen Erzbistümern mit Kardinalstradition. Die Kardinalstradition verblieb beim heute polnischen Erzbistum:
- Adolf Kardinal Bertram (1914 Erzbischof, 1916 Kardinal in pectore, 1919 bekanntgegeben)

Das 1930 neugegründete Bistum Berlin sollte wohl bereits nach 1945 die Breslauer Tradition auf deutschem Gebiet fortführen, auch wenn der damalige Bischof von Berlin Konrad Kardinal von Preysing (1932 Bischof, 1946 Kardinal) den Titel vor allem auch als Ehrentitel wegen Widerstands gegen den Nationalsozialismus bekommen haben dürfte. Sein Nachfolger wurde am 4. Juni 1951 Bischof Wilhelm Weskamm. Beim Konsistorium von 1953 wurde er daher noch nicht berücksichtigt, sondern Erzbischof Joseph Kardinal Wendel von München-Freising. Überraschend starb jedoch Weskamm mit 65 Jahren noch vor dem nächsten Konsistorium, das erst unter Papst Johannes XXIII. 1958 stattfand.
Seit dem Jahr 1958 ist für das Bistum Berlin – nun wohl auch aus politischen Erwägungen und der persönlichen Eignung von Kardinal Döpfner – diese Tradition zu erkennen:
- Julius Kardinal Döpfner (1957 Bischof, 1958 Kardinal)
- Alfred Kardinal Bengsch (1961 Bischof, 1962 persönlicher Titel eines Erzbischofs, 1967 Kardinal)
- Joachim Kardinal Meisner (1980 Bischof, 1982 Vorsitzender der Berliner Bischofskonferenz, 1983 Kardinal)
- Georg Kardinal Sterzinsky (1989 Bischof, 1991 Kardinal, 1994 Erhebung zum Erzbischof)
- Rainer Maria Kardinal Woelki (2011 Erzbischof, 2012 Kardinal)

Auch hier wurden bis 2012 alle Bischöfe spätestens nach sechs Jahren zum Kardinal. Der 2015 ernannte, derzeitige Amtsinhaber Heiner Koch ist aber bislang bei acht Konsistorien nicht berücksichtigt worden.

###### Kurienkardinäle
Deutsche Kurienkardinäle seit 1945:
- Augustin Kardinal Bea (1959 Kardinal, 1960 Sekretär des neuen Päpstlichen Rates zur Förderung der Einheit der Christen)
- Joseph Kardinal Schröffer (1976 Kardinal, 1967 Sekretär der Bildungskongregation, zuvor Bischof von Eichstätt)
- Paul Augustin Kardinal Mayer (1985 Kardinalpräfekt der Kongregation für den Gottesdienst und die Sakramentenordnung, 1985 Kardinal)
- Walter Kardinal Kasper (1999 Sekretär des Päpstlichen Rates zur Förderung der Einheit der Christen, 2001 Kardinal)
- Paul Josef Kardinal Cordes (1995 Präsident des Päpstlichen Rates „Cor Unum“, 2007 Kardinal)
- Gerhard Ludwig Kardinal Müller (2012 Präfekt der Kongregation für die Glaubenslehre, 2014 Kardinal)

Vier dieser Bischöfe wurden innerhalb von zwei Jahren zum Kardinal ernannt. Bei Kardinal Schröffer und Kardinal Cordes, die keine Ämter innehatten oder -haben, die zur Kardinalserhebung führen, dauerte es dagegen neun beziehungsweise zwölf Jahre.

###### Sonstige Kardinäle
Kardinal Karl Lehmann (2001) ist der vierte oder fünfte Bischof von Mainz, der Kardinal wurde (nach Hermann Volk 1973; Albrecht von Brandenburg 1518; Siegfried II. von Eppstein vermutl. 1206; Konrad I. von Wittelsbach 1166); Johannes Joachim Degenhardt war der zweite Erzbischof von Paderborn, der 2001 Kardinal wurde (nach Lorenz Jaeger 1965). Außerdem erlebten das Bistum Münster (1946) mit Clemens August Graf von Galen und das junge Bistum Essen mit seinem ersten Bischof Franz Hengsbach (1988) je einen Kardinal.

###### Ergebnis
Es ist festzustellen, dass 18 deutsche Kardinäle, die den genannten Kriterien entsprechen, binnen maximal fünf Jahren zum Kardinal ernannt wurden. Hier kann man gleichsam von Automatismus sprechen.
Für alle anderen Erzbistümer (Erzbistum Hamburg, Erzbistum Freiburg, Erzbistum Paderborn, Erzbistum Bamberg) und Bistümer in Deutschland ist eine Kardinalsernennung unwahrscheinlich, und wenn doch, dauert sie wesentlich länger.

##### Österreich
In Österreich werden im 20. Jahrhundert nur die Erzbischöfe von Wien zu Kardinälen ernannt, die Erzbischöfe von Salzburg hingegen nicht.
Erzdiözese Wien:
- Kardinal Franz Xaver Nagl (1911 Erzbischof, 1911 Kardinal)
- Kardinal Friedrich Gustav Piffl (1913 Erzbischof, 1914 Kardinal)
- Kardinal Theodor Innitzer (1932 Erzbischof, 1933 Kardinal)
- Kardinal Franz König (1956 Erzbischof, 1958 Kardinal)
- Kardinal Hans Hermann Groër (1986 Erzbischof, 1988 Kardinal)
- Kardinal Christoph Schönborn (1995 Erzbischof, 1998 Kardinal)

Die Wiener Erzbischöfe wurden alle spätestens nach drei Jahren zum Kardinal ernannt.
Weiters gab es den Kurienkardinal Alfons Maria Stickler (1983 Pro-Bibliothekar der Heiligen Römischen Kirche, 1983 Titularerzbischof von Bolsena, 1984 Leiter des vatikanischen Geheimarchivs, 1985 Kardinal), der binnen zwei Jahren zum Kardinal erhoben wurde.

##### Schweiz
In der Schweiz werden üblicherweise keine Bischöfe zu Kardinälen ernannt.
Daher gibt es bisher neben den Kurienkardinälen Gilberto Agustoni (1992 Präfekt der Apostolischen Signatur, 1994 Kardinal) und Kurt Koch (2010 Präsident des Päpstlichen Rates zur Förderung der Einheit der Christen, 2010 Kardinal) auch nur einen Diözesanbischof (Henri Schwery), der im 20. Jahrhundert zum Kardinal ernannt wurde. Aus dem Rahmen fällt die Ernennung von Emil Paul Tscherrig, Apostolischer Nuntius in Italien und San Marino, im Jahr 2023. Allerdings wurden seine Vorgänger bis auf zwei Ausnahmen, darunter der direkte Vorgänger Adriano Bernardini, nach ihrer Amtszeit alle zu Kardinälen ernannt.
Gilberto Agustoni und Kurt Koch wurden den Regeln entsprechend binnen zweier Jahre nach Antritt der Tätigkeit in der Kurie Kardinal.

#### Mitteleuropa (5)
In Mitteleuropa wird seit 1853 der Erzbischof von Esztergom zum Kardinal ernannt.
- Kroatien: Erzbistum Zagreb (seit Alojzije Stepinac ab 1953)
- Polen:
  - Erzbistum Krakau (seit Albin Dunajewski ab 1890, der derzeitige, 2016 ernannte Amtsinhaber Marek Jędraszewski ist aber bei vier Konsistorien nicht berücksichtigt worden)
  - Erzbistum Warschau (seit Aleksander Kakowski ab 1919)
- Tschechien: Erzbistum Prag (seit Friedrich zu Schwarzenberg ab 1850 und nach knapp 20 Jahren Unterbrechung seit Karel Boromejský Kašpar ab 1935)
- Ungarn: Erzbistum Esztergom-Budapest (spätestens seit Ján Krstitel Scitovszky ab 1853)

#### Italien (8)
Entsprechend der Geschichte des Kardinalskollegiums hat Italien noch acht Erzbistümer, die normalerweise von einem Kardinal besetzt sind, wobei Bologna die nachweislich älteste Tradition besitzt. Das Bistum Rom hat eine Sonderstellung, da dessen Bischof der Papst ist. Allerdings ist sein jeweiliger Generalvikar in der Regel auch Kardinal.
- Erzbistum Bologna (seit Scipione Borghese ab 1610)
- Erzbistum Florenz (seit Agostino Bausa ab 1889)
- Erzbistum Genua (seit Carlo Dalmazio Minoretti ab 1925, der derzeitige, 2020 ernannte Amtsinhaber Marco Tasca ist aber bei vier Konsistorien nicht berücksichtigt worden)
- Erzbistum Mailand (seit Andrea Carlo Ferrari ab 1894, der derzeitige, 2017 ernannte Amtsinhaber Mario Delpini ist aber bei sechs Konsistorien nicht berücksichtigt worden)
- Erzbistum Neapel (seit Giuseppe Maria Capece Zurlo ab 1782)
- Erzbistum Palermo (mindestens seit Michelangelo Celesia ab 1884, der derzeitige, 2015 ernannte Amtsinhaber Corrado Lorefice ist aber bei acht Konsistorien nicht berücksichtigt worden)
- Erzbistum Turin (seit Agostino Richelmy ab 1899, ohne Cesare Nosiglia 2010–2022)
- Patriarchat von Venedig (mindestens seit Angelo Ramazzotti ab 1861, der derzeitige, 2012 ernannte Amtsinhaber Francesco Moraglia ist aber bei elf Konsistorien zweier Päpste nicht berücksichtigt worden)

Papst Franziskus ernannte drei Erzbischöfe aus diesen Diözesen zu Kardinälen, nämlich Matteo Maria Zuppi (Bologna, 2019), Roberto Repole (Turin, 2024) und Domenico Battaglia (Neapel, 2024). Die übrigen fünf Diözesen werden derzeit nicht von einem Kardinal geführt, drei davon langjährig. Die durch die Nichtberücksichtigung Nosiglias unterbrochene Tradition Turins wurde durch die Berücksichtigung Repoles wieder aufgenommen. Auffallend häufig ernannte Franziskus hingegen Erzbischöfe von Diözesen, die bislang höchst selten oder schon lange nicht mehr mit einem Kardinal besetzt waren, nämlich die Erzbischöfe von Perugia-Città della Pieve (Gualtiero Bassetti, 2014, emeritiert 2022), Ancona-Osimo (Edoardo Menichelli, 2015, emeritiert 2017), Agrigent (Francesco Montenegro, 2015, emeritiert 2021), L’Aquila (Giuseppe Petrocchi, 2018, emeritiert 2024) und Siena-Colle di Val d’Elsa-Montalcino (Augusto Paolo Lojudice, 2022). Hinzu kam 2022 der Bischof von Como, Oscar Cantoni.

#### Übriges Westeuropa (12)
Im restlichen Westeuropa gibt es viermal in Spanien, dreimal in Frankreich und jeweils einmal in Belgien, Großbritannien, Irland, den Niederlanden und Portugal Erzbistümer, in welchen eine Kardinalstradition besteht, wobei das Erzbistum Toledo die älteste Tradition (seit 1755) aufweisen kann.
- Belgien: Erzbistum Mecheln-Brüssel (seit Engelbert Sterckx ab 1838, aber André-Joseph Léonard 2010–2015 wurde nicht Kardinal)
- Frankreich:
  - Erzbistum Bordeaux (Die Erzbischöfe von Bordeaux wurden zwar sehr häufig zu Kardinälen erhoben, aber nicht immer)
  - Erzbistum Lyon (seit Joseph Fesch ab 1803)
  - Erzbistum Marseille (seit Roger Etchegaray 1979, Georges Pontier (2006 bis 2019) wurde jedoch nicht ernannt)
  - Erzbistum Paris (seit Joseph Hippolyte Guibert ab 1873, mit Ausnahme von Michel Aupetit, der jedoch nur von 2017 bis 2021 im Amt war)
- Großbritannien: Erzbistum Westminster (seit Nicholas Patrick Stephen Wiseman ab 1850)
- Irland: Erzbistum Armagh (seit Michael Logue ab 1893. Bereits der erste, 1866 von Papst Pius IX. ernannte irische Kardinal Paul Cullen war Erzbischof von Armagh. Der derzeitige, 2014 in das Amt gelangte Amtsinhaber Eamon Martin ist bei neun Konsistorien nicht berücksichtigt worden.)
- Niederlande: Erzbistum Utrecht (seit Johannes de Jong ab 1946)
- Portugal: Patriarchat von Lissabon (seit Carlos da Cunha e Menezes ab 1819)
- Spanien: Von den derzeit 13 spanischen Kardinälen entsprechen zehn den Kriterien. Von den übrigen war Aquilino Bocos Merino bei der Ernennung bereits über 80 Jahre alt. Antonio Cañizares Llovera, der amtierende Erzbischof von Valencia, erhielt den Kardinalstitel 2006 als Erzbischof von Toledo. Somit können nur die 2015 erfolgte Erhebung des Erzbischofs von Valladolid, Ricardo Blázquez Pérez, und die 2023 erfolgte Erhebung des Generaloberen der Salesianer Don Boscos, Ángel Fernández Artime, als Ausnahme von der Regel betrachtet werden. Es fällt jedoch auf, dass die inzwischen emeritierten Erzbischöfe von Toledo und Sevilla, Braulio Rodríguez Plaza und Juan José Asenjo Pelegrina, von 2009 bis 2019 respektive 2009 bis 2021 unberücksichtigt blieben.
  - Erzbistum Barcelona (erst seit Marcelo González Martín ab 1973)
  - Erzbistum Madrid (erst seit Vicente Enrique y Tarancón mit dessen Wechsel von Toledo nach Madrid 1971)
  - Erzbistum Sevilla (seit Antonio Despuig y Dameto ab 1803, ohne Juan José Asenjo Pelegrina, 2009–2021)
  - Erzbistum Toledo (seit Luis II. Fernández de Córdoba ab 1755, ohne Braulio Rodríguez Plaza, 2009–2019)

### Amerika (21)

#### Vereinigte Staaten und Kanada (10)
1875 ernannte Papst Pius IX. den ersten nordamerikanischen Kardinal: John McCloskey, Erzbischof von New York. Die Erzbischöfe von New York werden aber erst seit dem übernächsten Nachfolger regelmäßig zu Kardinälen ernannt.
Vereinigte Staaten:
- Erzbistum Boston (seit William Henry O’Connell ab 1911)[5]
- Erzbistum Chicago (seit George William Mundelein ab 1924)[6]
- Erzbistum Detroit (seit Edward Aloysius Mooney ab 1946, aber zweifelhaft, weil der Amtsinhaber Allen Vigneron seit 2009 nicht Kardinal geworden ist)[7]
- Erzbistum Los Angeles (seit James Francis Louis McIntyre ab 1953)[8]
- Erzbistum New York (seit John Murphy Farley ab 1911)[9]
- Erzbistum Philadelphia (seit Denis Joseph Dougherty ab 1921)[10]
- Erzbistum Washington (seit Patrick Aloysius O’Boyle ab 1967)[11]

Von den zurzeit 16 amerikanischen Kardinälen wurden 13 als Inhaber von Ämtern ernannt, die traditionell mit der Kardinalswürde verbunden sind. Nicht darunter fallen der Erzbischof von Galveston-Houston, Daniel DiNardo, der Erzbischof von Newark, Joseph William Tobin (ernannt als Erzbischof von Indianapolis) und der Erzbischof von Washington, Robert Walter McElroy (ernannt als Bischof von San Diego). Bemerkenswert ist jedoch, dass die amtierenden Erzbischöfe von Detroit (Allen Vigneron) und Los Angeles (José Horacio Gómez) bei mehreren Konsistorien nicht berücksichtigt wurden. Charles Joseph Chaput, Erzbischof von Philadelphia von 2011 bis 2020, wurde während seiner Amtszeit nicht berücksichtigt.
Kanada:
- Erzbistum Montréal (seit Paul-Émile Léger ab 1953[12], der 2012 ernannte, derzeitige Amtsinhaber Christian Lépine ist bei elf Konsistorien zweier Päpste nicht berücksichtigt worden.)
- Erzbistum Toronto (seit Gerald Emmett Carter ab 1979)[13]
- Erzbistum Québec (seit 1886, unterbrochen nur durch Maurice Couture)[14]

#### Lateinamerika (11)
In Mittel- und Südamerika liegt die älteste Tradition im Erzbistum Rio de Janeiro, alle anderen Bistümer gelangten erst nach 1945 in diese Tradition. Brasilien ist auch das einzige lateinamerikanische Land mit drei Erzbistümern mit Kardinalstradition, gefolgt von Mexiko mit zwei.
- Argentinien: Erzbistum Buenos Aires (seit Santiago Luis Copello ab 1935, seit Antonio Caggiano ab 1959 ausnahmslos)[15]
- Brasilien: Von den acht brasilianischen Kardinälen sind drei als Inhaber traditioneller Kardinalsämter ernannt worden. Bei den übrigen beiden handelt es sich um die Erzbischöfe von  Aparecida (Raymundo Damasceno Assis, 2010), Brasília (Sérgio da Rocha, 2016, und Paulo Cezar Costa, 2022), Manaus (Leonardo Ulrich Steiner, 2022) und Porto Alegre (Jaime Spengler, 2024). Der 2011–2020 amtierende Erzbischof von São Salvador da Bahia, Murilo Sebastião Ramos Krieger, blieb bei mehreren Konsistorien unberücksichtigt, während in dieser Zeit Erzbischöfe von Rio de Janeiro und Brasília (bislang kein traditioneller Kardinalssitz) ernannt worden sind. Nach dessen Emeritierung wurde da Rocha von Brasília nach Salvador de Bahia transferiert.
  - Erzbistum São Sebastião do Rio de Janeiro (seit Joaquim Arcoverde de Albuquerque Cavalcanti ab 1905)[16]
  - Erzbistum São Paulo (seit Carlos Carmelo de Vasconcelos Motta ab 1946)[17]
  - Erzbistum São Salvador da Bahia (seit Augusto Álvaro da Silva ab 1953, Murilo Sebastião Ramos Krieger (2011 bis 2020) wurde jedoch nicht ernannt)[18]
- Chile: Erzbistum Santiago de Chile (seit José María Caro Rodríguez ab 1946)[19]
- Ecuador: Erzbistum Quito (seit Carlos María de la Torre ab 1953; Fausto Gabriel Trávez Trávez, 2010–2019, wurde jedoch nicht Kardinal. Sein Vorgänger Raúl Eduardo Vela Chiriboga wurde erst rund zwei Monate nach seiner Emeritierung im Alter von 76 Jahren zum Kardinal kreiert.)[20]
- Kolumbien: Erzbistum Bogotá (seit Crisanto Luque Sánchez ab 1953)[21]
- Mexiko:
  - Erzbistum Guadalajara (seit José Garibi y Rivera ab 1958)[22]
  - Erzbistum Mexiko (erst seit Miguel Darío Miranda y Gómez ab 1969)[23]
- Peru: Erzbistum Lima (seit Juan Gualberto Guevara ab 1946)[24]
- Venezuela: Erzbistum Caracas (seit José Humberto Quintero Parra ab 1961)[25]

### Afrika (4)
Der erste Kardinal, welcher gebürtig aus Afrika stammte, war Laurean Rugambwa, der 1953 Bischof von Rutabo, 1960 von Papst Johannes XXIII. zum Kardinal ernannt und 1968 Erzbischof von Daressalam wurde. Zuvor war bereits der Erzbischof von Maputo Teodósio Clemente de Gouveia zum Kardinal ernannt worden, welcher jedoch aus Portugal stammte.
- Tansania: Erzbistum Daressalam (seit 1968, Laurean Rugambwa (1968–1992, 1960 Kardinal), Polycarp Pengo (1992–2019, 1998 Kardinal), Jude Thadaeus Ruwa’ichi (seit 2019, noch nicht zum Kardinal ernannt))[26]
- Madagaskar: Erzbistum Antananarivo: Jérôme Rakotomalala (1960–1975, 1969 Kardinal), Victor Razafimahatratra, S. I. (1976–1993, 1976 Kardinal), Armand Gaétan Razafindratandra, (1994–2005, 1994 Kardinal)[27], inzwischen aber eine sehr zweifelhafte Tradition, weil der schon 2005 zum Erzbischof ernannte Odon Marie Arsène Razanakolona während seiner Amtszeit bis 2023 kein Kardinal geworden ist und seit 2018 mit dem Erzbischof von Toamasina Désiré Tsarahazana ein anderer Bischof aus Madagaskar Kardinal wurde.
- Demokratische Republik Kongo: Erzbistum Kinshasa: (seit 1969, Joseph-Albert Malula (1964–1989, 1969 Kardinal), Frédéric Etsou-Nzabi-Bamungwabi (1990–2007, 1991 Kardinal), Laurent Monsengwo Pasinya (2007–2018, 2010 Kardinal), Fridolin Ambongo Besungu (seit 2018, 2019 Kardinal))[28]
- Elfenbeinküste: Erzbistum Abidjan (seit 1983, Bernard Yago (1960–1994, 1983 Kardinal), Bernard Agré (1994–2006, 2001 Kardinal), Jean-Pierre Kutwa (seit 2006, 2014 Kardinal), Ignace Bessi Dogbo (seit 2024, 2024 Kardinal))[29]

Aufgrund der aufstrebenden Situation der römisch-katholischen Kirche in Afrika ist aber die Ausbildung weiterer Kardinalstraditionen zu erwarten.

### Asien (5)
Der erste ostasiatische Kardinal war Thomas Tien Ken-sin, der 1946 von Papst Pius XII. zum Kardinal und gleichzeitig zum Erzbischof von Peking ernannt wurde. Dieser Bischofsstuhl ist seit dem Tod Tien-Ken-Sins vakant. Bisher haben sich in Asien nur fünf Erzbistümer, die normalerweise mit einem Kardinal besetzt sind, ausgebildet:
- China: Bistum Hong Kong: John Baptist Wu Cheng-chung (1975–2002, 1988 Kardinal), Joseph Zen Ze-kiun (2002–2009, 2006 Kardinal), John Tong Hon (2009–2017, 2012 Kardinal), Michael Yeung Ming-cheung (2017–2019, † 2019, nicht zum Kardinal ernannt), Stephen Chow Sau-yan (seit 2021, 2023 Kardinal)[30]
- Indien: Erzbistum Bombay: Valerian Gracias (1950–1978, 1953 Kardinal), Simon Ignatius Pimenta (1978–1996, 1988 Kardinal), Ivan Dias (1996–2006, 2001 Kardinal), Oswald Gracias (2006–2025, 2007 Kardinal), John Rodrigues (seit 2025)[31]
- Südkorea: Erzbistum Seoul: Stephen Kim Sou-hwan (1968–1998, 1969 Kardinal), Nicholas Cheong Jin-suk (1998–2012, 2006 Kardinal), Andrew Yeom Soo-jung (seit 2012, 2014 Kardinal), Peter Chung Soon-taek (seit 2021)[32]
- Philippinen: Erzbistum Manila: Rufino Jiao Santos (1953–1973, 1960 Kardinal), Jaime Lachica Sin, (1974–2003, 1976 Kardinal), Gaudencio Borbon Rosales (2003–2011, 2006 Kardinal), Luis Antonio Tagle (2011–2019, 2012 Kardinal)[33], Jose F. Advincula (seit 2021, Kardinal seit 2020 (als Erzbischof von Capiz))
- Vietnam: Erzbistum Hanoi: Joseph Marie Trịnh Như Khuê (1950–1978, 1960 Erzbischof, 1976 Kardinal), Joseph-Marie Trinh Van-Can (1978–1990, 1979 Kardinal), Paul Joseph Phạm Đình Tụng (1994–2005, 1994 Kardinal), Joseph Ngô Quang Kiệt (2005–2010, nicht zum Kardinal ernannt), Pierre Nguyễn Văn Nhơn (2010–2018, 2015 Kardinal), Joseph Vu Van Thien (seit 2018)[34]

### Australien und Ozeanien (2)
Norman Thomas Gilroy, der seit 1940 Erzbischof von Sydney war, wurde 1946 zum ersten Kardinal aus dem fünften Kontinent Australien und Ozeanien. Seither hat sich neben Sydney nur noch das neuseeländische Wellington zum Erzbistum mit Kardinalstradition entwickelt:
- Australien: Erzbistum Sydney: Norman Thomas Gilroy (1940–1971, 1946 Kardinal), James Darcy Freeman (1971–1983, 1973 Kardinal), Edward Bede Clancy (1983–2001, 1988 Kardinal), George Pell (2001–2014, 2003 Kardinal), Anthony Fisher (2014–)[35]
- Neuseeland: Erzbistum Wellington: Thomas Peter McKeefry (1954–1973, 1969 Kardinal), Reginald John Delargey (1974–1979, 1976 Kardinal), Thomas Stafford Williams, (1979–2005, 1983 Kardinal), John Atcherley Dew (2005–2023, 2015 Kardinal), Paul Martin (2023–)[36]

## Unierte Ostkirchen

### Patriarchen
Die mit Rom unierten Patriarchen der melkitischen Kirche wurden bislang nur einmal, diejenigen der armenischen, syrischen und chaldäischen Kirche jeweils zweimal zu Kardinälen ernannt. Eine Kardinalstradition besteht jedoch in folgenden Patriarchaten:
- Maronitisches Patriarchat von Antiochien und des ganzen Orients seit Pierre-Paul Meouchi 1965[37]
- Koptisch-katholisches Patriarchat von Alexandria seit Stephanos I. Sidarouss 1965, Ibrahim Isaac Sidrak wurde jedoch seit 2013 nicht zum Kardinal kreiert[38]

### Großerzbischöfe
In zwei von vier Großerzbistümern besteht eine Kardinalstradition, das Großerzbistum Trivandrum der Syro-malankarischen Kirche hatte erst einen Kardinal, das Großerzbistum Făgăraș und Alba Iulia der Rumänischen griechisch-katholischen Kirche erst zwei:
- Großerzbischof von Lemberg der Ukrainer, seit 2005 Großerzbischof von Kiew und Halytsch (Tradition seit mindestens 1965 mit Jossyf Slipyj)[39]
- Großerzbischof von Ernakulam-Angamaly der Syro-malabarischen Kirche (Tradition seit 1969 mit Joseph Parecattil)[40]

## Weitere traditionelle Kardinalsämter
- Kardinalstaatssekretär (Kardinalstradition mindestens seit Ercole Kardinal Consalvi, ab 1800)[41]
- Präfekt des Dikasteriums für die Evangelisierung (Bis 2022 Kongregation für die Evangelisierung der Völker; Kardinalstradition mindestens seit Hyacinthe-Sigismond Kardinal Gerdil, ab 1795)[42]
- Präfekt des Dikasteriums für die Selig- und Heiligsprechungsprozesse (bis 2022 Kongregation für die Selig- und Heiligsprechungsprozesse; Kardinalstradition mindestens seit Giulio Maria Kardinal della Somaglia, ab 1800)[43]
- Präfekt des Dikasteriums für den Klerus (bis 2022 Kongregation für den Klerus; Kardinalstradition mindestens seit Giulio Kardinal Gabrielli, ab 1814)[44]
- Präfekt des Dikasteriums für die Institute geweihten Lebens und für die Gesellschaften apostolischen Lebens (bis 2022 Kongregation für die Institute geweihten Lebens und für die Gesellschaften apostolischen Lebens; Kardinalstradition mindestens seit Ignazio Kardinal Masotti, ab 1886)[45]
- Präfekt des Dikasteriums für den Gottesdienst und die Sakramentenordnung (bis 2022 Kongregation für den Gottesdienst und die Sakramentenordnung; Kardinalstradition mindestens seit Domenico Kardinal Ferrata, ab 1908)[46]
- Präfekt des Dikasteriums für die Kultur und die Bildung (bis 2022 Kongregation für das Katholische Bildungswesen; Kardinalstradition mindestens seit Gaetano Kardinal Bisleti, ab 1915)[47]
- Präfekt des Dikasteriums für die Glaubenslehre (bis 2022 Kongregation für die Glaubenslehre; Kardinalstradition seit Alfredo Kardinal Ottaviani, ab 1966)[48]
- Präfekt des Dikasteriums für die Bischöfe (bis 2022 Kongregation für die Bischöfe; Kardinalstradition seit Carlo Kardinal Confalonieri, ab 1967)[49]
- Präfekt des Dikasteriums für die orientalischen Kirchen (bis 2022 Kongregation für die orientalischen Kirchen; Kardinalstradition seit Gustavo Kardinal Testa, ab 1967)[50]
- Kardinalgroßpönitentiar (Kardinalstradition mindestens seit Fabrizio Kardinal Paolucci, ab 1701)[51]
- Präfekt des Obersten Gerichtshofes der Apostolischen Signatur (Kardinalstradition mindestens seit Luigi Kardinal Serafini, ab 1884)[52]
- Kardinalkämmerer der Heiligen Römischen Kirche (Kardinalstradition mindestens seit Latino Kardinal Orsini, ab 1471)[53]
- Archivar und Bibliothekar der Heiligen Römischen Kirche (Kardinalstradition mindestens seit Francis Aidan Kardinal Gasquet, ab 1919)[54]
- Präsident der Güterverwaltung des Apostolischen Stuhls (Kardinalstradition seit Agnelo Kardinal Rossi, ab 1984)[55]
- Präsident des Dikasteriums für die Förderung der Einheit der Christen (bis 2022 Päpstlicher Rat zur Förderung der Einheit der Christen; Kardinalstradition seit Augustin Kardinal Bea, ab 1960)[56]
- Präsident des Dikasteriums für die Gesetzestexte (bis 2022 Päpstlicher Rat für die Gesetzestexte; Kardinalstradition mindestens seit Rosalio José Kardinal Castillo Lara, ab 1984)[57]
- Präsident des Dikasteriums für den Interreligiösen Dialog (bis 2022 Päpstlicher Rat für den Interreligiösen Dialog; seit der Gründung 1964, unterbrochen von den kurzen Amtszeiten von Jean Jadot, 1980–1984, und Michael Fitzgerald, 2002–2006)[58]
- Präfekt des Dikasteriums für die ganzheitliche Entwicklung des Menschen in dem u. a. der Päpstliche Rat „Cor Unum“ und der Päpstlichen Rat für Gerechtigkeit und Frieden aufgegangen sind (Mit der Berufung von Robert Sarah zum Präsident des Päpstlichen Rates „Cor Unum“ kann nunmehr eine eigenständige Kardinalstradition angenommen werden)[59]
- Präfekt des Dikasteriums für Laien, Familie und Leben, in dem der Päpstliche Rat für die Laien aufgegangen ist, dessen fünf Präsidenten alle Kardinäle waren.

Außerdem haben den Kardinalsrang:
- die Erzpriester der vier Basilicae maiores Sankt Peter im Vatikan[60], Sankt Johannes im Lateran[61], Santa Maria Maggiore[62] und Sankt Paul vor den Mauern[63]
- der Kardinalpatron des Malteserordens, ab 1937
- die Kardinal-Großmeister des Ritterordens vom Heiligen Grab zu Jerusalem, ab 1949[64]

## Papstwahlberechtigte Kardinäle und Kardinalstradition
Geburtsdatum zeigt Ausscheiden aus dem Kreis der papstwahlberechtigten Kardinäle an. Mit Vollendung des 80. Lebensjahres erlischt die Wahlberechtigung.
Derzeit gehört dem Kardinalskollegium die Hälfte der Kardinäle aufgrund von Ämtern und Bischofssitzen mit Kardinalstradition an.

### Mit Kardinalstradition
1. * 11. August 1973 – George Jacob Koovakad, Präfekt des Dikasteriums für den Interreligiösen Dialog, als Beamter im Staatssekretariat zum Kardinal ernannt
2. * 31. Januar 1972 – Rolandas Makrickas, Koadjutorerzpriester der Basilika Santa Maria Maggiore
3. * 30. Juni 1971 – Frank Leo, Erzbischof von Toronto
4. * 26. November 1970 – Baldassare Reina, Generalvikar Seiner Heiligkeit für das Bistum Rom
5. * 29. Januar 1967 – Roberto Repole, Erzbischof von Turin und Bischof von Susa
6. * 15. Dezember 1965 – José Tolentino Calaça de Mendonça, Präfekt des Dikasteriums für die Kultur und die Bildung, zuvor Archivar des Vatikanischen Apostolischen Archivs und Bibliothekar der Vatikanischen Apostolischen Bibliothek
7. * 27. Oktober 1965 – Mauro Gambetti, Erzpriester des Petersdoms
8. * 20. September 1965 – José Cobo Cano, Erzbischof von Madrid
9. * 20. Januar 1963 – Domenico Battaglia, Erzbischof von Neapel
10. * 18. Juli 1962 – Víctor Manuel Fernández, Präfekt des Dikasteriums für die Glaubenslehre
11. * 3. März 1962 – Luis José Rueda Aparicio, Erzbischof von Bogotá
12. * 17. August 1961 – Ignace Bessi Dogbo, Erzbischof von Abidjan
13. * 24. Januar 1960 – Fridolin Ambongo Besungu, Erzbischof von Kinshasa
14. * 21. Oktober 1959 – Sérgio da Rocha, Kardinalstradition erst als Erzbischof von São Salvador da Bahia, zuvor Erzbischof von Brasília
15. * 7. August 1959 – Stephen Chow Sau-yan, Bischof von Hongkong
16. * 26. Dezember 1958 – Jean-Marc Aveline, Erzbischof von Marseille
17. * 27. Juli 1957 – Gérald Cyprien Lacroix, Erzbischof von Quebec
18. * 21. Juni 1957 – Luis Antonio Tagle, Pro-Präfekt des Dikasteriums für die Evangelisierung der Völker, zuvor Erzbischof von Manila
19. * 10. März 1957 – Fernando Natalio Chomalí Garib, Erzbischof von Santiago de Chile
20. * 18. August 1956 – Rainer Maria Woelki, Erzbischof von Köln, vormals Erzbischof von Berlin
21. * 11. Oktober 1955 – Matteo Maria Zuppi, Erzbischof von Bologna
22. * 7. Oktober 1955 – Claudio Gugerotti, Präfekt des Dikasteriums für die orientalischen Kirchen.
23. * 7. Januar 1955 – Pietro Parolin, Kardinalstaatssekretär
24. * 5. Februar 1954 – Robert Walter McElroy, Erzbischof von Washington, als Bischof von San Diego zum Kardinal ernannt
25. * 4. Januar 1954 – Angelo De Donatis, Generalvikar Seiner Heiligkeit für das Bistum Rom, Erzpriester der Lateranbasilika
26. * 21. September 1953 – Reinhard Marx, Erzbischof von München und Freising
27. * 22. Juni 1953 – Willem Jacobus Eijk, Erzbischof von Utrecht
28. * 25. Oktober 1952 – Péter Erdő, Erzbischof von Esztergom-Budapest
29. * 30. März 1952 – Jose F. Advincula, Erzbischof von Manila
30. * 7. März 1952 – Dominique Mamberti, Präfekt der Apostolischen Signatur
31. * 17. November 1951 – Lazarus You Heung-sik, Präfekt des Dikasteriums für den Klerus
32. * 17. Oktober 1950 – Philippe Barbarin, emeritierter Erzbischof von Lyon
33. * 23. Juni 1950 – Orani João Tempesta, Erzbischof von Rio de Janeiro
34. * 15. März 1950 – Kurt Koch, Präsident des Dikasteriums zur Förderung der Einheit der Christen
35. * 6. März 1950 – Arthur Roche, Präfekt des Dikasteriums für den Gottesdienst und die Sakramentenordnung
36. * 28. Februar 1950 – Carlos Castillo Mattasoglio, Erzbischof von Lima
37. * 6. Februar 1950 – Timothy Dolan, Erzbischof von New York
38. * 1. Februar 1950 – Kazimierz Nycz, emeritierter Erzbischof von Warschau
39. * 9. Januar 1950 – Carlos Aguiar Retes, Erzbischof von Mexiko
40. * 20. Oktober 1949 – James Michael Harvey, Erzpriester der Basilika Sankt Paul vor den Mauern
41. * 21. September 1949 – Odilo Pedro Scherer, Erzbischof von São Paulo
42. * 20. März 1949 – Josip Bozanić, emeritierter Erzbischof von Zagreb
43. * 14. März 1949 – Blase Joseph Cupich, Erzbischof von Chicago
44. * 2. März 1949 – Francisco Robles Ortega, Erzbischof von Guadalajara
45. * 11. Oktober 1948 – Peter Kodwo Appiah Turkson, emeritierter Präfekt des Dikasteriums für die ganzheitliche Entwicklung des Menschen
46. * 16. Juli 1948 – Manuel Clemente, emeritierter Patriarch von Lissabon
47. * 30. Juni 1948 – Raymond Leo Burke, emeritierter Kardinalpatron des Malteserordens
48. * 5. Mai 1948 – John Atcherley Dew, emeritierter Erzbischof von Wellington
49. * 31. Dezember 1947 – Gerhard Ludwig Müller, emeritierter Präfekt der Kongregation für die Glaubenslehre
50. * 12. Dezember 1947 – Marcello Semeraro, Präfekt des Dikasteriums für die Selig- und Heiligsprechungsprozesse
51. * 7. Dezember 1947 – Wilton Daniel Gregory, emeritierter Erzbischof von Washington
52. * 29. November 1947 – Mario Aurelio Poli, emeritierter Erzbischof von Buenos Aires
53. * 2. September 1947 – Kevin Farrell, Präfekt des Dikasteriums für Laien, Familie und Leben, Kardinalkämmerer der Heiligen Römischen Kirche
54. * 17. Juni 1947 – Jozef De Kesel, emeritierter Erzbischof von Mecheln-Brüssel
55. * 24. April 1947 – João Bráz de Aviz, emeritierter Präfekt des Dikasteriums für die Institute geweihten Lebens und für die Gesellschaften apostolischen Lebens
56. * 25. Februar 1947 – Giuseppe Betori, emeritierter Erzbischof von Florenz
57. * 16. Januar 1947 – Thomas Christopher Collins, emeritierter Erzbischof von Toronto
58. * 18. Juli 1946 – Michael Czerny, Präfekt des Dikasteriums zugunsten der ganzheitlichen Entwicklung des Menschen (kreiert als Untersekretär der Abteilung für Migranten und Flüchtlinge desselben Dikasteriums)
59. * 21. April 1946 – Juan José Omella Omella, Erzbischof von Barcelona
60. * 15. April 1946 – Fernando Filoni, Kardinal-Großmeister des Ritterordens vom Heiligen Grab zu Jerusalem, zuvor Präfekt der Kongregation für die Evangelisierung der Völer
61. * 22. Dezember 1945 – Jean-Pierre Kutwa, emeritierter Erzbischof von Abidjan
62. * 8. November 1945 – Vincent Nichols, Erzbischof von Westminster
63. * 10. Oktober 1945 – Antonio Cañizares Llovera, emeritierter Erzbischof von Valencia, Kardinalstradition jedoch als früherer Erzbischof von Toledo und Präfekt der Kongregation für den Gottesdienst und die Sakramentenordnung

### Bisher ohne Kardinalstradition
1. * 13. Februar 1980 – Mykola Byczok, Eparch von Sankt Peter und Paul in Melbourne der ukrainischen griechisch-katholischen Kirche
2. * 7. Juni 1974 – Giorgio Marengo, Apostolischer Präfekt von Ulaanbaatar
3. * 12. Dezember 1973 – Américo Manuel Alves Aguiar, Bischof von Setúbal
4. * 23. November 1968 – François-Xavier Bustillo, Bischof von Ajaccio
5. * 27. November 1967 – Virgílio do Carmo da Silva, Erzbischof von Dili
6. * 20. Juli 1967 – Paulo Cezar Costa, Erzbischof von Brasília
7. * 14. März 1967 – Dieudonné Nzapalainga, Erzbischof von Bangui
8. * 21. April 1965 – Pierbattista Pizzaballa, Lateinischer Patriarch von Jerusalem
9. * 15. Januar 1965 – Fabio Baggio, Untersekretär des Dikasteriums für den Dienst zugunsten der ganzheitlichen Entwicklung des Menschen
10. * 1. Juli 1964 – Augusto Paolo Lojudice, Erzbischof von Siena-Colle di Val d’Elsa-Montalcino
11. * 9. Februar 1964 – Grzegorz Ryś, Erzbischof von Łódź
12. * 10. Januar 1964 –  Stephen Ameyu Martin Mulla, Erzbischof von Juba
13. * 25. November 1963 – Konrad Krajewski, Präfekt des Dikasteriums für den Dienst der Nächstenliebe
14. * 13. Juni 1963 – Dominique Mathieu, Erzbischof von Teheran-Isfahan
15. * 1. März 1963 – Peter Ebere Okpaleke, Bischof von Ekwulobia
16. * 10. März 1962 – Jean-Paul Vesco, Erzbischof von Algier
17. * 19. Dezember 1961 – Soane Patita Paini Mafi, Bischof von Tonga
18. * 15. November 1961 – Anthony Poola, Erzbischof von Hyderabad
19. * 6. September 1960 – Jaime Spengler, Erzbischof von Porto Alegre
20. * 21. August 1960 – Ángel Fernández Artime, Pro-Präfekt des Dikasteriums für die Institute geweihten Lebens und für die Gesellschaften apostolischen Lebens, als Generaloberer der Salesianer Don Boscos zum Kardinal ernannt
21. * 31. Mai 1960 – Protase Rugambwa, Erzbischof von Tabora
22. * 4. Juli 1959 – Daniel Fernando Sturla Berhouet, Erzbischof von Montevideo
23. * 15. Juni 1959 – Baselios Cleemis Thottunakal, Großerzbischof von Trivandrum der Syro-Malankaren
24. * 2. März 1959 – Pablo Virgilio Siongco David, Bischof von Kalookan
25. * 29. November 1958 – Chibly Langlois, Bischof von Les Cayes
26. * 10. November 1958 – Antoine Kambanda, Erzbischof von Kigali
27. * 1. November 1958 – Tarcisio Isao Kikuchi, Erzbischof von Tokio
28. * 11. August 1958 – Ángel Sixto Rossi, Erzbischof von Córdoba
29. * 9. August 1958 – Jean-Claude Hollerich, Erzbischof von Luxemburg
30. * 25. Juni 1957 – William Goh, Erzbischof von Singapur
31. * 20. Februar 1957 – Mario Grech, Generalsekretär der Bischofssynode
32. * 9. Februar 1957 – John Ribat, Erzbischof von Port Moresby
33. * 24. September 1956 – Stephen Brislin, Erzbischof von Johannesburg, als Erzbischof von Kapstadt zum Kardinal ernannt
34. * 7. September 1956 – László Német, Erzbischof von Belgrad
35. * 11. Oktober 1955 – Luis Gerardo Cabrera Herrera, Erzbischof von Guayaquil
36. * 13. Juni 1954 – Désiré Tsarahazana, Erzbischof von Toamasina
37. * 20. Januar 1953 – Filipe Neri António Sebastião do Rosário Ferrão, Erzbischof von Goa und Daman
38. * 11. Juni 1952 – Vicente Bokalic Iglic, Erzbischof von Santiago del Estero
39. * 19. Mai 1952 – Cristóbal López Romero, Erzbischof von Rabat
40. * 3. Mai 1952 – Joseph William Tobin, Erzbischof von Newark
41. * 11. November 1951 – Sebastian Francis, Bischof von Penang
42. * 8. Juli 1951 – Adalberto Martínez Flores, Erzbischof von Asunción
43. * 6. November 1950 – Leonardo Ulrich Steiner, Erzbischof von Manaus
44. * 1. September 1950 – Oscar Cantoni, Bischof von Como
45. * 9. Juli 1950 – Ignatius Suharyo Hardjoatmodjo, Erzbischof von Jakarta
46. * 15. November 1949 – Arlindo Gomes Furtado, Bischof von Santiago de Cabo Verde
47. * 24. September 1949 – Anders Arborelius, Bischof von Stockholm
48. * 27. Juni 1949 – Francis Xavier Kriengsak Kovitvanit, emeritierter Erzbischof von Bangkok
49. * 23. Mai 1949 – Daniel DiNardo, emeritierter Erzbischof von Galveston-Houston
50. * 7. März 1949 – Leopoldo José Brenes Solórzano, Erzbischof von Managua
51. * 3. März 1949 – Thomas Aquino Man’yō Maeda, Erzbischof von Osaka-Takamatsu
52. * 29. Oktober 1948 – Charles Maung Bo, Erzbischof von Yangon
53. * 19. August 1948 – Giuseppe Petrocchi, emeritierter Erzbischof von L’Aquila
54. * 14. Juli 1948 – Berhaneyesus Demerew Souraphiel, Erzeparch von Addis Abeba der Äthiopier
55. * 11. Juli 1948 – Juan García Rodríguez, Erzbischof von Havanna
56. * 4. Juli 1948 – Louis Raphaël I. Sako, Patriarch von Bagdad der Chaldäer
57. * 15. November 1947 – Albert Malcolm Ranjith, Erzbischof von Colombo
58. * 16. Juli 1947 – Álvaro Ramazzini, Bischof von Huehuetenango
59. * 5. Mai 1947 – António Augusto dos Santos Marto, emeritierter Bischof von Leiria-Fátima
60. * 3. Februar 1947 – Emil Paul Tscherrig, emeritierter Apostolischer Nuntius in Italien
61. * 22. Mai 1946 – Francesco Montenegro, emeritierter Erzbischof von Agrigent
62. * 30. Januar 1946 – Christophe Pierre, Apostolischer Nuntius in den USA
63. * 5. Januar 1946 – Mario Zenari, Apostolischer Nuntius in Syrien
64. * 1. Januar 1946 – John Njue, emeritierter Erzbischof von Nairobi
65. * 8. September 1945 – Vinko Puljić, emeritierter Erzbischof von Vrhbosna
66. * 22. August 1945 – Timothy Radcliffe, ehemaliger Generalsuperior des Ordens der Prediger

## Konsistorium 2001
Das große Konsistorium vom Februar 2001 kann aufgrund der großen Zahl von 42 neuen Kardinälen, davon 37 papstwahlberechtigte, zur Erprobung der Kriterien herangezogen werden.
In Kurienämtern mit Kardinalstradition tätige Bischöfe und Erzbischöfe:
- Erzbischof Giovanni Battista Re, Präfekt der Kongregation für die Bischöfe
- Erzbischof François Xavier Nguyên Van Thuân, Präsident des Päpstlichen Rates für Gerechtigkeit und Frieden
- Erzbischof Agostino Cacciavillan, Präsident der Verwaltung der Güter des Heiligen Stuhles
- Erzbischof Sergio Sebastiani, Präsident der Präfektur der Wirtschaftlichen Angelegenheiten des Heiligen Stuhles
- Erzbischof Zenon Grocholewski, Präfekt der Kongregation für das Katholische Bildungswesen
- Erzbischof José Saraiva Martins CMF, Präfekt der Kongregation für die Selig- und Heiligsprechungsverfahren
- Erzbischof Jorge María Mejía, Archivar und Bibliothekar der Heiligen Römischen Kirche
- Patriarch Ignatius Moussa I. Daoud, Präfekt der Kongregation für die Orientalischen Kirchen
- Erzbischof Mario Francesco Pompedda, Präfekt des obersten Gerichtshofes der Apostolischen Signatur
- Bischof Walter Kasper, emeritierter Bischof von Rottenburg-Stuttgart, Präsident des Päpstlichen Rates für die Förderung der Einheit der Christen

Erzbischöfe von Erzbistümern mit Kardinalstradition:
- Erzbischof Antonio González Zumárraga, Quito (Ecuador)
- Erzbischof Ivan Dias, Bombay (Indien)
- Erzbischof Pedro Rubiano Sáenz, Bogota (Kolumbien)
- Erzbischof Theodore Edgar McCarrick, Washington, D.C. (USA)
- Erzbischof Francisco Javier Errázuriz Ossa, Santiago (Chile)
- Erzbischof Louis-Marie Billé, Lyon (Frankreich)
- Erzbischof Ignacio Antonio Velasco García SDB, Caracas (Venezuela)
- Erzbischof Juan Luis Cipriani Thorne, Lima (Peru)
- Erzbischof Francisco Álvarez Martínez, Toledo (Spanien)
- Erzbischof Cláudio Hummes OFM, São Paulo (Brasilien)
- Erzbischof Jorge Mario Bergoglio SJ, Buenos Aires (Argentinien)
- Monsignore José da Cruz Policarpo, Patriarch von Lissabon (Portugal)
- Erzbischof Severino Poletto, Turin (Italien)
- Erzbischof Cormac Murphy-O’Connor, Westminster (Großbritannien)
- Erzbischof Edward Michael Egan, New York (USA)
- Erzbischof Geraldo Majella Agnelo, São Salvador da Bahia (Brasilien)

Das bedeutet: 26 von ernannten 37 papstwahlberechtigten Kardinälen (~ 70 %) entsprechen den Kriterien.

## Konsistorium vom 24. März 2006
Auch Papst Benedikt XVI. hat bei seiner ersten Ernennung von Kardinälen die Kardinalstraditionen weitgehend beachtet. Aus der Liste der traditionellen Erzbistümer und Ämter hat er erwählt:
| Name                         | Geburtsdatum       | Kirchliches Amt                                                                                             | Beginn der Amtszeit | Nationalität       | Vorgänger                                  |
| ---------------------------- | ------------------ | --- | ------------------- | ------------------ | ------------------------------------------ |
| Carlo Caffarra               | 1. Juni 1938       | Erzbischof von Bologna                                                                                      | 16. Dezember 2003   | Italien            | Giacomo Biffi (1928–2015)                  |
| Antonio Cañizares Llovera    | 15. Oktober 1945   | Erzbischof von Toledo                                                                                       | 24. Oktober 2002    | Spanien            | Francisco Álvarez Martínez (1925–2022)     |
| Stanisław Dziwisz            | 27. April 1939     | Erzbischof von Krakau                                                                                       | 3. Juni 2005        | Polen              | Franciszek Macharski (1927–2016)           |
| William Joseph Levada        | 15. Juni 1936      | Präfekt der Kongregation für die Glaubenslehre                                                              | 13. Mai 2005        | Vereinigte Staaten | Papst Benedikt XVI. (1927–2022)            |
| Sean Patrick O’Malley OFMCap | 29. Juni 1944      | Erzbischof von Boston                                                                                       | 1. Juli 2003        | Vereinigte Staaten | Bernard Francis Law (1931–2017)            |
| Franc Rodé CM                | 23. September 1934 | Präfekt der Kongregation für die Institute geweihten Lebens und für die Gesellschaften apostolischen Lebens | 11. Februar 2004    | Slowenien          | Eduardo Martínez Somalo (1927–2021)        |
| Gaudencio Borbon Rosales     | 10. August 1932    | Erzbischof von Manila                                                                                       | 15. September 2003  | Philippinen        | Jaime Lachica Sin (1928–2005)              |
| Jorge Liberato Urosa Savino  | 28. August 1942    | Erzbischof von Caracas, Santiago de Venezuela                                                               | 19. September 2005  | Venezuela          | Antonio Ignacio Velasco García (1929–2003) |
| Agostino Vallini             | 17. April 1940     | Präfekt der Apostolischen Signatur                                                                          | 27. Mai 2004        | Italien            | Mario Francesco Pompedda (1929–2006)       |

Damit entsprechen 9 von den insgesamt 12 neuen stimmberechtigten Kardinälen (75 %) den Traditionen.

## Konsistorium vom 24. November 2007
Papst Benedikt XVI. hat bei seiner zweiten Ernennung von Kardinälen die Kardinalstraditionen wiederum weitgehend beachtet. Aus der Liste der traditionellen Erzbistümer und Ämter hat er erwählt (siehe auch Liste der Kardinalskreierungen Benedikts XVI.):
| Name                   | Geburtsdatum       | Kirchliches Amt                                                                                                   | Beginn der Amtszeit | Nationalität       | Vorgänger                              |
| ---------------------- | ------------------ | --- | ------------------- | ------------------ | -------------------------------------- |
| Angelo Bagnasco        | 14. Januar 1943    | Erzbischof von Genua                                                                                              | 29. August 2006     | Italien            | Tarcisio Bertone (* 1934)              |
| Seán Brady             | 16. August 1939    | Erzbischof von Armagh                                                                                             | 1. Oktober 1996     | Irland             | Cahal Brendan Daly (1917–2009)         |
| Angelo Comastri        | 17. September 1943 | Erzpriester von St. Peter Präsident der Dombauhütte St. Peter Generalvikar Seiner Heiligkeit für die Vatikanstadt | 5. Februar 2005     | Italien            | Francesco Marchisano (1929–2014)       |
| Raffaele Farina SDB    | 24. September 1933 | Archivar und Bibliothekar der Heiligen Römischen Kirche                                                           | 25. Juni 2007       | Italien            | Jean-Louis Tauran (1943–2018)          |
| John Patrick Foley     | 11. November 1935  | Kardinal-Großmeister des Ritterordens vom Heiligen Grab zu Jerusalem                                              | 27. Juni 2007       | Vereinigte Staaten | Carlo Furno (1921–2015)                |
| Oswald Gracias         | 24. Dezember 1944  | Erzbischof von Bombay                                                                                             | 14. Oktober 2006    | Indien             | Ivan Dias (1936–2017)                  |
| Giovanni Lajolo        | 3. Januar 1935     | Gouverneur der Vatikanstadt                                                                                       | 15. September 2006  | Italien            | Edmund Casimir Szoka (1927–2014)       |
| Lluís Martínez Sistach | 29. April 1937     | Erzbischof von Barcelona                                                                                          | 18. Juli 2004       | Spanien            | Ricardo María Carles Gordó (1926–2013) |
| Stanisław Ryłko        | 4. Juli 1945       | Präsident des Päpstlichen Rates für die Laien                                                                     | 4. Oktober 2003     | Polen              | James Francis Stafford (* 1932)        |
| Leonardo Sandri        | 18. November 1943  | Präfekt der Kongregation für die orientalischen Kirchen                                                           | 9. Juni 2007        | Argentinien        | Ignatius Moussa I. Daoud (1930–2012)   |
| Odilo Pedro Scherer    | 21. September 1949 | Erzbischof von São Paulo                                                                                          | 21. März 2007       | Brasilien          | Cláudio Hummes (1934–2022)             |
| André Vingt-Trois      | 7. November 1942   | Erzbischof von Paris                                                                                              | 11. Februar 2005    | Frankreich         | Jean-Marie Lustiger (1926–2007)        |

Damit entsprechen 12 von den insgesamt 18 neuen stimmberechtigten Kardinälen den Traditionen (zwei Drittel).

## Konsistorium vom 20. November 2010
Am 20. Oktober 2010 hat Papst Benedikt XVI. für das Konsistorium am 20. November 2010 vierundzwanzig Kardinäle benannt, von denen 20 wahlberechtigt und 4 nicht wahlberechtigt sind. Aus der Liste der traditionellen Erzbistümer und Ämter hat er erwählt (siehe auch Liste der Kardinalskreierungen Benedikts XVI.):
| Name                        | Geburtsdatum       | Kirchliches Amt                                                                  | Beginn der Amtszeit | Nationalität       | Vorgänger                                       |
| --------------------------- | ------------------ | -------------------------------------------------------------------------------- | ------------------- | ------------------ | ----------------------------------------------- |
| Angelo Amato SDB            | 8. Juni 1938       | Präfekt der Kongregation für die Selig- und Heiligsprechungsprozesse             | 9. Juli 2008        | Italien            | José Saraiva Martins (* 1932)                   |
| Fortunato Baldelli          | 6. August 1935     | Großpönitentiar                                                                  | 2. Juni 2009        | Italien            | James Francis Stafford (* 1932)                 |
| Raymond Leo Burke           | 30. Juni 1948      | Präfekt der Apostolischen Signatur                                               | 27. Juni 2008       | Vereinigte Staaten | Agostino Vallini (* 1940)                       |
| Velasio De Paolis CS        | 19. September 1935 | Präsident der Präfektur für die ökonomischen Angelegenheiten des Heiligen Stuhls | 12. April 2008      | Italien            | Sergio Sebastiani (1931–2024)                   |
| Francesco Monterisi         | 28. Mai 1934       | Erzpriester der Patriarchalbasilika Sankt Paul vor den Mauern                    | 3. Juli 2009        | Italien            | Andrea Cordero Lanza di Montezemolo (1925–2017) |
| Kurt Koch                   | 15. März 1950      | Präsident des Päpstlichen Rates zur Förderung der Einheit der Christen           | 1. Juli 2010        | Schweiz            | Walter Kasper (* 1933)                          |
| Gianfranco Ravasi           | 18. Oktober 1942   | Präsident des Päpstlichen Rates für die Kultur                                   | 3. September 2007   | Italien            | Paul Poupard (* 1930)                           |
| Paolo Sardi                 | 1. September 1934  | Pro-Patron des Malteserordens                                                    | 6. Juni 2009        | Italien            | Pio Laghi (1922–2009)                           |
| Mauro Piacenza              | 15. September 1944 | Präfekt der Kongregation für den Klerus                                          | 7. Oktober 2010     | Italien            | Cláudio Hummes (1934–2022)                      |
| Paolo Romeo                 | 20. Februar 1938   | Erzbischof von Palermo                                                           | 19. Dezember 2006   | Italien            | Salvatore De Giorgi (* 1930)                    |
| Reinhard Marx               | 21. September 1953 | Erzbischof von München-Freising                                                  | 30. November 2007   | Deutschland        | Friedrich Wetter (* 1928)                       |
| Kazimierz Nycz              | 1. Februar 1950    | Erzbischof von Warschau                                                          | 3. März 2007        | Polen              | Stanisław Wielgus (* 1939)                      |
| Donald Wuerl                | 12. November 1940  | Erzbischof von Washington                                                        | 16. Mai 2006        | Vereinigte Staaten | Theodore McCarrick (1930–2025)                  |
| Raúl Eduardo Vela Chiriboga | 1. Januar 1934     | emeritierter Erzbischof von Quito                                                | 21. März 2003       | Ecuador            | Antonio González Zumárraga (1925–2008)          |

Damit entsprechen 14 von den insgesamt 20 neuen stimmberechtigten Kardinälen den Traditionen (70 %). Mit den weiteren sechs Kandidaten setzte Papst Benedikt XVI. begonnene Entwicklungen fort und stärkte außerhalb der Kurie erneut die nicht-europäischen Kirchen:
Die Berufung von Erzbischof Robert Sarah, Präsident des Päpstlichen Rats Cor Unum, wertete dieses Gremium auf, für das seither eine eigenständige Kardinalstradition angenommen werden konnte; siehe auch die Berufung von Erzbischof Paul Josef Cordes im Jahre 2007. Zuvor waren nur Erzbischöfe berufen worden, die bereits zuvor Kardinäle waren. Mit der Auflösung des Rates im Jahr 2017 ist diese Traditionsvermutung erledigt.
Die Berufung von Antonios Naguib, koptisch-katholischer Patriarch von Alexandria (Ägypten), stärkt die Einbindung der Ostkirchen. Er ist damit der dritte koptische Patriarch in Folge, der zum Kardinal ernannt wurde, so dass gemäß den Kriterien dieser Liste einem weiteren Patriarchenamt Kardinalstradition zugesprochen werden kann.
Mit Laurent Monsengwo Pasinya, Erzbischof von Kinshasa (D.R. Kongo), erfolgte eine weitere Stärkung der afrikanischen Kirche. Das Erzbistum von Kinshasa erhielt ebenfalls das dritte Mal in Folge einen Kardinal, so dass zukünftig von einer Kardinalstradition ausgegangen werden kann.
Die Ernennung von Albert Malcolm Ranjith, Erzbischof von Colombo (Sri Lanka), ist dagegen überraschend, da er erst der zweite Kardinal dieses Bistums ist. Lediglich Erzbischof Thomas Cooray wurde 1965 zum Kardinal ernannt.
Mit Raymundo Damasceno Assis als viertem Erzbischof von Aparecida (Brasilien) wird der dritte Erzbischof dieses Bistums zum Kardinal. Da es sich aber im Sinne der Kriterien dieser Liste dennoch um keine durchgängige Zeit handelt, ist eine Kardinalstradition zwar wahrscheinlich, aber noch nicht sicher.
Die Ernennung von Medardo Joseph Mazombwe, Erzbischof von Lusaka (Sambia), zum Kardinal ist wohl eher als Ernennung ehrenhalber zu werten, nachdem dieser bereits im September 2011 das 80. Lebensjahr vollendete. Sie kann als Dank für seine Arbeit in diesem Erzbistum gelten, in die sein Vor-Vorgänger Emmanuel Milingo sehr viel Unruhe gebracht hatte. Milingo war exkommuniziert worden und ist mittlerweile laisiert.

## Konsistorium vom 18. Februar 2012
Papst Benedikt XVI. hat bei seiner vierten Ernennung von Kardinälen die Kardinalstraditionen wiederum weitgehend beachtet. Aus der Liste der traditionellen Erzbistümer und Ämter hat er erwählt (siehe auch Liste der Kardinalskreierungen Benedikts XVI.):
| Name                      | Geburtsdatum       | Kirchliches Amt                                                                                             | Beginn der Amtszeit | Nationalität       | Vorgänger                             |
| ------------------------- | ------------------ | --- | ------------------- | ------------------ | ------------------------------------- |
| Fernando Filoni           | 15. April 1946     | Präfekt der Kongregation für die Evangelisierung der Völker                                                 | 10. Mai 2011        | Italien            | Ivan Dias (1936–2017)                 |
| Manuel Monteiro de Castro | 29. März 1938      | Großpönitentiar                                                                                             | 5. Januar 2012      | Portugal           | Fortunato Baldelli (1935–2012)        |
| Santos Abril y Castelló   | 21. September 1935 | Erzpriester der Patriarchalbasilika Santa Maria Maggiore                                                    | 21. November 2011   | Spanien            | Bernard Francis Law (1931–2017)       |
| Antonio Maria Vegliò      | 3. Februar 1938    | Präsident des Päpstlichen Rates der Seelsorge für die Migranten und Menschen unterwegs                      | 28. Februar 2009    | Italien            | Renato Raffaele Martino (1932–2024)   |
| Giuseppe Bertello         | 1. Oktober 1942    | Präsident der Päpstlichen Kommission für den Staat Vatikanstadt und des Governatorats der Vatikanstadt      | 1. Oktober 2011     | Italien            | Giovanni Lajolo (* 1935)              |
| Francesco Coccopalmerio   | 6. März 1938       | Präsident des Päpstlichen Rates für die Gesetzestexte                                                       | 15. Februar 2007    | Italien            | Julián Herranz (* 1930)               |
| João Bráz de Aviz         | 24. April 1947     | Präfekt der Kongregation für die Institute geweihten Lebens und für die Gesellschaften apostolischen Lebens | 4. Januar 2011      | Brasilien          | Franc Rodé (* 1934)                   |
| Edwin Frederick O’Brien   | 8. April 1939      | Pro-Großmeister des Ritterordens vom Heiligen Grab zu Jerusalem                                             | 29. August 2011     | Vereinigte Staaten | John Patrick Foley (1935–2011)        |
| Domenico Calcagno         | 3. Februar 1943    | Präsident der Güterverwaltung des Apostolischen Stuhls                                                      | 7. Juli 2011        | Italien            | Attilio Nicora (1937–2017)            |
| Giuseppe Versaldi         | 30. Juli 1943      | Präfekt der Präfektur für die ökonomischen Angelegenheiten des Heiligen Stuhls                              | 21. September 2011  | Italien            | Velasio De Paolis (1935–2017)         |
| George Alencherry         | 19. April 1945     | Großerzbischof von Ernakulam-Angamaly                                                                       | 26. Mai 2011        | Indien             | Varkey Vithayathil (1927–2011)        |
| Dominik Duka OP           | 26. April 1943     | Erzbischof von Prag                                                                                         | 13. Februar 2010    | Tschechien         | Miloslav Vlk (1932–2017)              |
| Willem Jacobus Eijk       | 22. Juni 1953      | Erzbischof von Utrecht                                                                                      | 11. Dezember 2007   | Niederlande        | Adrianus Johannes Simonis (1931–2020) |
| Giuseppe Betori           | 25. Februar 1947   | Erzbischof von Florenz                                                                                      | 8. September 2008   | Italien            | Ennio Antonelli (* 1936)              |
| Timothy Dolan             | 6. Februar 1950    | Erzbischof von New York                                                                                     | 23. Februar 2009    | Vereinigte Staaten | Edward Michael Egan (1932–2015)       |
| Rainer Maria Woelki       | 18. August 1956    | Erzbischof von Berlin                                                                                       | 2. Juli 2011        | Deutschland        | Georg Sterzinsky (1936–2011)          |

Aufgrund der Ernennung des Bischofs von Hong Kong, John Tong Hon, und des Erzbischofs von Toronto, Thomas Christopher Collins, können das Bistum Hong Kong und das Erzbistum Toronto als traditioneller Kardinalssitz gelten, da es sich jeweils um die dritte Kardinalsernennung in Folge handelt.
Von 18 Ernennungen entsprechen 16 den Kriterien der Kardinalstradition, mit den zwei weiteren Ernennungen lassen sich zwei neue Bistümer mit Kardinalstradition erkennen.

## Konsistorium vom 24. November 2012
Papst Benedikt XVI. hat bei seiner fünften Ernennung von Kardinälen die Kardinalstraditionen wiederum weitgehend beachtet. Aus der Liste der traditionellen Erzbistümer und Ämter hat er erwählt (siehe auch Liste der Kardinalskreierungen Benedikts XVI.):
| Name                | Geburtsdatum       | Kirchliches Amt                                               | Beginn der Amtszeit | Nationalität       | Vorgänger                           |
| ------------------- | ------------------ | ------------------------------------------------------------- | ------------------- | ------------------ | ----------------------------------- |
| James Harvey        | 20. Oktober 1949   | Erzpriester der Basilika Sankt Paul vor den Mauern            | 23. November 2011   | Vereinigte Staaten | Francesco Monterisi (* 1934)        |
| Bechara Boutros Rai | 25. Februar 1940   | Maronitischer Patriarch von Antiochien und des ganzen Orients | 15. März 2011       | Libanon            | Nasrallah Boutros Sfeir (1920–2019) |
| Rubén Salazar Gómez | 22. September 1942 | Erzbischof von Bogotà                                         | 13. August 2010     | Kolumbien          | Pedro Rubiano Sáenz (1932–2024)     |
| Luis Antonio Tagle  | 21. Juni 1957      | Erzbischof von Manila                                         | 13. Oktober 2011    | Philippinen        | Gaudencio Rosales (* 1932)          |

Vier der sechs ernannten Kardinäle entsprachen per se den Kriterien.
Mit der zweiten Kardinalsernennung eines Erzbischofs von Abuja, John Olorunfemi Onaiyekan, allerdings erneut erst 20 Jahre nach seiner Ernennung zum Bischof, kann noch von keiner Kardinalstradition gesprochen werden. Mit der erstmaligen Ernennung eines Großerzbischofs der Syro-Malankaren, Baselios Cleemis Thottunakal, setzte Papst Benedikt XVI. seine Wertschätzung der unierten Kirchenoberhäupter fort.

## Konsistorium vom 22. Februar 2014
Von den im Konsistorium am 22. Februar 2014 19 ernannten Kardinälen entsprechen nur folgende sieben den unmittelbaren Kriterien.
| Name                        | Geburtsdatum      | Kirchliches Amt                                | Beginn der Amtszeit | Nationalität | Vorgänger                                |
| --------------------------- | ----------------- | ---------------------------------------------- | ------------------- | ------------ | ---------------------------------------- |
| Pietro Parolin              | 17. Januar 1955   | Staatssekretär                                 | 15. Oktober 2013    | Italien      | Tarcisio Bertone (* 1934)                |
| Gerhard Ludwig Müller       | 31. Dezember 1947 | Präfekt der Kongregation für die Glaubenslehre | 2. Juli 2012        | Deutschland  | William Joseph Levada (1936–2019)        |
| Beniamino Stella            | 18. August 1941   | Präfekt der Kongregation für den Klerus        | 21. September 2013  | Italien      | Mauro Piacenza (* 1944)                  |
| Vincent Nichols             | 8. November 1945  | Erzbischof von Westminster                     | 3. April 2009       | England      | Cormac Murphy-O’Connor (1932–2017)       |
| Orani Tempesta OCist        | 23. Juni 1950     | Erzbischof von São Sebastião do Rio de Janeiro | 27. Februar 2009    | Brasilien    | Eusébio Scheid (1932–2021)               |
| Mario Aurelio Poli          | 29. November 1947 | Erzbischof von Buenos Aires                    | 28. März 2013       | Argentinien  | Jorge Mario Bergoglio (1936–2025)        |
| Ricardo Ezzati Andrello SDB | 7. Januar 1942    | Erzbischof von Santiago de Chile               | 15. Dezember 2010   | Chile        | Francisco Javier Errázuriz Ossa (* 1933) |

Mit folgenden drei Ernennungen bestätigen sich neue Kardinalstraditionen beziehungsweise die Wiederaufnahme von unterbrochenen Kardinalstraditionen:
- Jean-Pierre Kutwa, Erzbischof von Abidjan (Elfenbeinküste). Er ist der dritte Kardinal in Folge in diesem Erzbistum, in dem nun seit 1983 eine Kardinalstradition besteht.
- Andrew Yeom Soo-jung, Erzbischof von Seoul (Korea). Er ist der dritte Kardinal in Folge in diesem Erzbistum, in dem nun seit 1969 eine Kardinalstradition besteht.
- Gérald Cyprien Lacroix, Erzbischof von Quebec (Kanada). Hier wird die nur durch Maurice Couture unterbrochene Kardinalstradition letztlich wiederhergestellt.

Folgende sechs Ernennungen sind als besondere Akzentsetzungen von Papst Franziskus zu verstehen:
- Lorenzo Baldisseri, Titularerzbischof von Diocleziana, Generalsekretär der Bischofssynode. Sein unmittelbarer Vorgänger in diesem Amt war nicht Kardinal geworden.
- Leopoldo José Brenes Solórzano, Erzbischof von Managua (Nicaragua). Dessen unmittelbarer Vorgänger Miguel Obando Bravo war 1985, 15 Jahre nach Ernennung zum Erzbischof von Managua, zum Kardinal ernannt worden.
- Gualtiero Bassetti, Erzbischof von Perugia (Italien)
- Philippe Nakellentuba Ouédraogo, Erzbischof von Ouagadougou (Burkina Faso)
- Orlando Quevedo, OMI, Erzbischof von Cotabato (Philippinen)
- Chibly Langlois, Bischof von Les Cayes (Haiti)

## Konsistorium vom 14. Februar 2015
Von den fünfzehn papstwahlberechtigten neuen Kardinälen des Konsistoriums vom 14. Februar 2015 entsprechen erneut nur wenige der klassischen Kardinalstradition. Papst Franziskus setzte damit weiter auf die Internationalisierung des Kollegiums, sowie die Ernennung von Kardinälen aus bisher kaum berücksichtigten Bistümern.
| Name                                       | Geburtsdatum  | Kirchliches Amt                    | Beginn der Amtszeit | Nationalität | Vorgänger                                                                                               |
| ------------------------------------------ | ------------- | ---------------------------------- | ------------------- | ------------ | --- |
| Dominique Mamberti                         | 7. März 1952  | Präfekt der Apostolischen Signatur | 8. November 2014    | Frankreich   | Raymond Leo Burke (* 1948, seit 2014 Kardinalpatron des Malteserordens)                                 |
| Manuel José Macário do Nascimento Clemente | 16. Juli 1948 | Patriarch von Lissabon             | 18. Mai 2013        | Portugal     | José da Cruz Policarpo (1936–2014)                                                                      |
| John Atcherley Dew                         | 5. Mai 1948   | Erzbischof von Wellington          | 21. März 2005       | Neuseeland   | Thomas Stafford Williams (1930–2023)                                                                    |
| Pierre Nguyễn Văn Nhơn                     | 1. April 1938 | Erzbischof von Hanoi               | 13. Mai 2010        | Vietnam      | als Erzbischof: Joseph Ngô Quang Kiệt (* 1952) im Kardinalsrang: Paul Joseph Phạm Đình Tụng (1919–2009) |

Mit den Italienern Edoardo Menichelli, Erzbischof von Ancona-Osimo, und Francesco Montenegro, Erzbischof von Agrigent, zog der Papst zwei Erzbischöfe von bisher nicht berücksichtigten Bistümern zwei traditionellen Kardinalssitzen, nämlich Turin und Venedig, vor. Auch in Spanien wurden nicht die Erzbischöfe von Toledo oder Sevilla ernannt, sondern Ricardo Blázquez, Erzbischof von Valladolid. Blázquez ist allerdings der derzeitige Vorsitzende der spanischen Bischofskonferenz.
Mit Berhaneyesus Demerew Souraphiel CM, Erzbischof von Addis Abeba, dem Metropoliten der äthiopisch-katholischen Kirche, setzte Papst Franziskus die weitere Einbindung der unierten Kirchen fort. Lediglich Paul Tzadua war 1985 aus dieser Diözese bereits Kardinal geworden.
Mexiko ist nach Brasilien das Land mit den meisten katholischen Gläubigen weltweit. Von daher könnte die Berufung von Alberto Suárez Inda, Erzbischof von Morelia, ein Anzeichen dafür sein, dort weitere Kardinalstraditionen zu begründen.
Im Fall von Francis Xavier Kriengsak Kovitvanit, Erzbischof von Bangkok, war bereits der Vorgänger zum Kardinal kreiert worden, so dass von einer werdenden Kardinalstradition ausgegangen werden kann.
In den folgenden fünf Fällen waren die Vorgänger keine Kardinäle, vier davon sind überhaupt die ersten Kardinäle ihres Landes. Besonders auffällig ist, dass drei der ernannten Kardinäle als Bischöfe keinem Erzbistum vorstehen:
- Charles Maung Bo SDB, Erzbischof von Yangon
- Daniel Fernando Sturla Berhouet SDB, Erzbischof von Montevideo
- José Luis Lacunza Maestrojuán OAR, Bischof von David
- Arlindo Gomes Furtado, Bischof von Santiago de Cabo Verde
- Soane Patita Paini Mafi, Bischof von Tonga

## Konsistorium vom 19. November 2016
In seinem dritten Konsistorium ernannte Franziskus lediglich zwei Kardinäle, die der klassischen Kardinalstradition entsprechen.
| Name                | Geburtsdatum  | Kirchliches Amt        | Beginn der Amtszeit | Nationalität       | Vorgänger                                    |
| ------------------- | ------------- | ---------------------- | ------------------- | ------------------ | -------------------------------------------- |
| Blase Joseph Cupich | 19. März 1949 | Erzbischof von Chicago | 20. September 2014  | Vereinigte Staaten | Francis George (1937–2015)                   |
| Carlos Osoro Sierra | 16. Mai 1945  | Erzbischof von Madrid  | 25. Oktober 2014    | Spanien            | Antonio María Kardinal Rouco Varela (* 1936) |

Durch die Kreierung von Jozef De Kesel könnte sich die Kardinalstradition im Erzbistum Mecheln-Brüssel nach einmaliger Unterbrechung wieder fortsetzen.
Mit Kevin Farrell wurde der erste Präfekt des neuen Dikasteriums für Laien, Familie und Leben zum Kardinal erhoben, was nicht nur der Gepflogenheit entspricht, Leiter wichtiger vatikanischer Behörden in den Kardinalsrang zu erheben, sondern die Tradition des Präfekten des Päpstlichen Rates für die Laien, der in dem neuen Dikasterium aufgegangen ist, fortsetzt.
Die Kreierung von Maurice Piat ist nicht als Fortsetzung beziehungsweise Entstehung einer Kardinalstradition zu verstehen, da sowohl er als auch sein Vorgänger Jean Margéot erst etwa 20 Jahre nach ihrer Ernennung zum Bischof von Port-Louis in das Kardinalskollegium aufgenommen wurden.
Durch die Ernennung von Sérgio da Rocha und Carlos Aguiar Retes kommen nun zwei weitere Kardinäle aus Brasilien und Mexiko, den Ländern mit den meisten katholischen Gläubigen weltweit.
Die restlichen Ernennungen entsprechen dem Bestreben von Papst Franziskus, die Vielfalt der Weltkirche stärker im Kardinalskollegium abzubilden.

## Konsistorium vom 28. Juni 2017
Im kleinen Konsistorium 2017 ernannte Franziskus nur einen Inhaber eines traditionellen Kardinalsamtes:
| Name                    | Geburtsdatum   | Kirchliches Amt          | Beginn der Amtszeit | Nationalität | Vorgänger                       |
| ----------------------- | -------------- | ------------------------ | ------------------- | ------------ | ------------------------------- |
| Juan José Omella Omella | 21. April 1946 | Erzbischof von Barcelona | 11. Juni 2015       | Spanien      | Lluís Martínez Sistach (* 1937) |

Jean Zerbo, Erzbischof von Bamako, Anders Arborelius, Bischof von Stockholm, Louis-Marie Ling Mangkhanekhoun, Apostolischer Vikar von Paksé, und Gregorio Rosa Chávez, Weihbischof im Erzbistum San Salvador, wurden als erste Bischöfe ihres Landes zu Kardinälen ernannt.
Besonders außergewöhnlich ist die Ernennung von Rosa Chávez, der als Weihbischof keine leitende Funktion in seiner Diözese ausübt. Seine Ernennung steht vielleicht in Zusammenhang mit seiner Rolle als Ziehsohn und „Sachwalter des geistlichen und kirchenpolitischen Erbes“ von Erzbischof Óscar Romero, der 1980 bei einer Messe von Militärangehörigen ermordet und 2018 heiliggesprochen worden ist.

## Konsistorium vom 29. Juni 2018
Am Pfingstsonntag, 20. Mai 2018, gab Papst Franziskus die Kreierung 14 neuer Kardinäle bekannt.
| Name                   | Geburtsdatum   | Kirchliches Amt                                                      | Beginn der Amtszeit | Nationalität | Vorgänger                      |
| ---------------------- | -------------- | -------------------------------------------------------------------- | ------------------- | ------------ | ------------------------------ |
| Luis Ladaria SJ        | 19. April 1944 | Präfekt der Kongregation für die Glaubenslehre                       | 1. Juli 2017        | Spanien      | Gerhard Ludwig Müller (* 1947) |
| Angelo De Donatis      | 4. Januar 1954 | Kardinalvikar der Diözese Rom                                        | 26. Mai 2017        | Italien      | Agostino Vallini (* 1940)      |
| Giovanni Angelo Becciu | 2. Juni 1948   | Präfekt der Kongregation für die Selig- und Heiligsprechungsprozesse | 1. September 2018   | Italien      | Angelo Amato (1938–2024)       |

Louis Raphaël I. Sako war fünf Jahre im Amt und nur ein direkter Vorgänger war Kardinal.
Von den elf wahlberechtigten ernannten Kardinälen haben nur drei eines der hier beschriebenen Ämter inne.

## Konsistorium vom 5. Oktober 2019
Am 1. September 2019 gab Papst Franziskus die Kreierung 13 neuer Kardinäle bekannt.
| Name                              | Geburtsdatum      | Kirchliches Amt                                                | Beginn der Amtszeit | Nationalität                 | Vorgänger |
| --------------------------------- | ----------------- | -------------------------------------------------------------- | ------------------- | ---------------------------- | --- |
| Matteo Maria Zuppi                | 11. Oktober 1955  | Erzbischof von Bologna                                         | 12. Dezember 2015   | Italien                      | Carlo Caffarra (1938–2017) |
| Fridolin Ambongo Besungu          | 24. Januar 1960   | Erzbischof von Kinshasa                                        | 1. November 2018    | Demokratische Republik Kongo | Laurent Monsengwo Pasinya (1939–2021)                                                                                           |
| José Tolentino Calaça de Mendonça | 15. Dezember 1965 | Archivar und Bibliothekar der Heiligen Römischen Kirche        | 26. Juni 2018       | Portugal                     | Raffaele Farina (* 1933) (als Kardinal) Jean-Louis Bruguès (* 1943) (während seiner Amtszeit nicht zum Kardinal kreiert worden) |
| Miguel Ayuso Guixot               | 17. Juni 1952     | Präsident des Päpstlichen Rates für den Interreligiösen Dialog | 25. Mai 2019        | Spanien                      | Jean-Louis Tauran (1943–2018)                                                                                                   |

Juan García Rodríguez, Erzbischof von San Cristóbal de la Habana, und Ignatius Suharyo Hardjoatmodjo, Erzbischof von Jakarta, wurden wie ihre unmittelbaren Vorgänger zu Kardinälen ernannt. Möglicherweise zeichnet sich in beiden Fällen eine zukünftige Kardinalstradition ab. Allerdings musste Suharyo Hardjoatmodjo neun Jahre auf die Kardinalsernennung warten.
Vincentas Sladkevičius, Sigitas Tamkevičius’ Amtsvorgänger, war auch Kardinal, aber aufgrund der späten Berufung und da er bei der Berufung nicht mehr wahlberechtigt war, ist eine entstehende Kardinalstradition unwahrscheinlich.
Michael Czerny ist der erste Untersekretär der Unterabteilung Flucht und Emigration, die der Papst selbst leitet. Eine Tradition ist noch nicht absehbar.
Von den zehn papstwahlberechtigten neuen Kardinälen haben vier eines der hier beschriebenen Ämter inne. In Gegensatz zu den vorherigen Konsistorien hat Franziskus die Ämter mit Tradition leicht stärker berücksichtigt.

## Konsistorium vom 28. November 2020
Am 25. Oktober 2020 gab Papst Franziskus die Kreierung von 13 Kardinälen bekannt. Davon sind neun unter 80 Jahren alt und damit papstwahlberechtigt. Drei der neun wahlberechtigten Kardinäle sind Inhaber traditionell mit der Kardinalswürde verbundener Ämter.
| Name                  | Geburtsdatum      | Kirchliches Amt                                                      | Beginn der Amtszeit | Nationalität       | Vorgänger                        |
| --------------------- | ----------------- | -------------------------------------------------------------------- | ------------------- | ------------------ | -------------------------------- |
| Marcello Semeraro     | 22. Dezember 1947 | Präfekt der Kongregation für die Selig- und Heiligsprechungsprozesse | 15. Oktober 2020    | Italien            | Giovanni Angelo Becciu (* 1948)  |
| Wilton Daniel Gregory | 7. Dezember 1947  | Erzbischof von Washington                                            | 4. April 2019       | Vereinigte Staaten | Donald Wuerl (* 1940)            |
| Celestino Aós Braco   | 6. April 1945     | Erzbischof von Santiago de Chile                                     | 27. Dezember 2019   | Chile              | Ricardo Ezzati Andrello (* 1942) |

Mit dem Generalsekretär der Bischofssynode, Mario Grech, ernennt Franziskus den vierten von insgesamt sechs Inhabern dieses Amtes seit dessen Schaffung 1965 zum Kardinal. Franziskus ernannte auch Grechs unmittelbaren Vorgänger Lorenzo Baldisseri.
Die übrigen neu ernannten Kardinäle bekleiden kein Amt, das traditionell mit der Kardinalswürde verbunden ist.

## Konsistorium vom 27. August 2022
Am 27. August 2020 kreierte Papst Franziskus 20 neue Kardinäle, wovon 16 wahlberechtigt sind. Von diesen sind vier Inhaber traditionell mit der Kardinalswürde verbundener Ämter.
| Name                   | Geburtsdatum      | Kirchliches Amt                                                          | Beginn der Amtszeit | Nationalität           | Vorgänger                  |
| ---------------------- | ----------------- | ------------------------------------------------------------------------ | ------------------- | ---------------------- | -------------------------- |
| Arthur Roche           | 6. März 1950      | Präfekt des Dikasteriums für den Gottesdienst und die Sakramentenordnung | 27. Mai 2021        | Vereinigtes Königreich | Robert Sarah (* 1945)      |
| Lazarus You Heung-sik  | 17. November 1951 | Präfekt des Dikasteriums für den Klerus                                  | 11. Juni 2021       | Südkorea               | Beniamino Stella (* 1941)  |
| Fernando Vérgez Alzaga | 1. März 1945      | Präsident des Governatorats der Vatikanstadt                             | 8. September 2021   | Spanien                | Giuseppe Bertello (* 1942) |
| Jean-Marc Aveline      | 26. Dezember 1958 | Erzbischof von Marseille                                                 | 8. August 2019      | Frankreich             | Georges Pontier (* 1943)   |

Mit Paulo Cezar Costa wurde bereits der zweite Erzbischof von Brasília in Folge zum Kardinal ernannt. Zudem war bereits José Freire Falcão Kardinal. Hier zeichnet sich eine neue Kardinalstradition ab.
Alle übrigen Kardinäle stehen nicht in einer Kardinalstradition, außer Oscar Cantoni sind sie sogar alle die ersten Kardinäle ihrer Diözese seit deren Bestehen, vier sind überhaupt die ersten Kardinäle ihres Landes.

## Konsistorium vom 30. September 2023
Am 30. September 2023 kreierte Papst Franziskus 21 neue Kardinäle, wovon 18 wahlberechtigt waren. Von diesen sind sechs Inhaber traditionell mit der Kardinalswürde verbundener Ämter.
| Name                     | Geburtsdatum       | Kirchliches Amt                                         | Beginn der Amtszeit | Nationalität | Vorgänger |
| ------------------------ | ------------------ | ------------------------------------------------------- | ------------------- | ------------ | --- |
| Robert F. Prevost        | 14. September 1955 | Präfekt des Dikasteriums für die Bischöfe               | 12. April 2023      | USA          | Marc Ouellet (* 1944) |
| Claudio Gugerotti        | 7. Oktober 1955    | Präfekt des Dikasteriums für die orientalischen Kirchen | 21. November 2022   | Italien      | Leonardo Sandri (* 1943) |
| Víctor Manuel Fernández  | 18. Juli 1962      | Prädekt des Dikasteriums für die Glaubenslehre          | 15. September 2023  | Argentinien  | Luis Ladaria (* 1944) |
| Luis José Rueda Aparicio | 3. März 1962       | Erzbischof von Bogotá                                   | 25. April 2020      | Kolumbien    | Rubén Salazar Gómez (* 1942) |
| José Cobo Cano           | 20. September 1965 | Erzbischof von Madrid                                   | 12. Juni 2023       | Spanien      | Carlos Osoro Sierra (* 1945) |
| Stephen Chow Sau-yan     | 7. August 1959     | Bischof von Hongkong                                    | 17. Mai 2021        | China        | John Tong Hon (* 1939) (als Kardinal) Michael Yeung Ming-cheung (1945–2019) (während seiner Amtszeit nicht zum Kardinal kreiert worden) |

Die Apostolischen Nuntien in Italien sind oft zu Kardinälen ernannt worden, meist jedoch erst nach ihrer Amtszeit. Eine Kardinalstradition besteht somit nicht.
Der bisher einzige andere zum Kardinal ernannte Lateinische Patriarch von Jerusalem mit Residenz in Jerusalem war Filippo Camassei (1848–1921).
Aus dem Erzbistum Kapstadt war bereits Owen McCann (1907–1994) Kardinal, aus dem Erzbistum Córdoba bereits Raúl Francisco Primatesta (1919–2006). Im Bistum Ajaccio gab es letztmals im 17. Jahrhundert einen Kardinal.
Die übrigen sieben Kardinäle stehen nicht in einer Kardinalstradition, Stephen Ameyu Martin Mulla ist überhaupt der erste Kardinal seines Landes.

## Konsistorium vom 7. Dezember 2024
In seinem letzten Konsistorium kreierte Papst Franziskus 21 neue Kardinäle, wovon 20 wahlberechtigt sind. Von diesen sind acht Inhaber traditionell mit der Kardinalswürde verbundener Ämter. Es ist somit das Konsistorium, bei dem dieser Papst am meisten auf die traditionellen Kardinalsanwärter zurückgegriffen hat.
| Name                           | Geburtsdatum      | Kirchliches Amt                                        | Beginn der Amtszeit | Nationalität   | Vorgänger |
| ------------------------------ | ----------------- | ------------------------------------------------------ | ------------------- | -------------- | --- |
| Carlos Castillo Mattasoglio    | 28. Februar 1950  | Erzbischof von Lima                                    | 25. Januar 2019     | Peru           | Juan Luis Cipriani Thorne (* 1943)                                                                                               |
| Fernando Natalio Chomalí Garib | 10. März 1957     | Erzbischof von Santiago de Chile                       | 25. Oktober 2023    | Chile          | Celestino Aós Braco (* 1945) |
| Ignace Bessi Dogbo             | 17. August 1961   | Erzbischof von Abidjan                                 | 20. Mai 2024        | Elfenbeinküste | Jean-Pierre Kutwa (* 1945) |
| Roberto Repole                 | 29. Januar 1967   | Erzbischof von Turin                                   | 19. Februar 2022    | Italien        | Severino Poletto (1933–2022) (als Kardinal) Cesare Nosiglia (* 1944) (während seiner Amtszeit nicht zum Kardinal kreiert worden) |
| Baldassare Reina               | 26. November 1970 | Generalvikar Seiner Heiligkeit für das Bistum Rom      | 6. Oktober 2024     | Italien        | Angelo De Donatis (* 1954) |
| Frank Leo                      | 30. Juni 1971     | Erzbischof von Toronto                                 | 11. Februar 2023    | Kanada         | Thomas Collins (* 1947) |
| Rolandas Makrickas             | 31. Januar 1972   | Koadjutorerzpriester der Basilika Santa Maria Maggiore | 20. März 2024       | Litauen        | Stanisław Ryłko (* 1945) (als Erzpriester)                                                                                       |
| Domenico Battaglia             | 20. Januar 1963   | Erzbischof von Neapel                                  | 12. Dezember 2020   | Italien        | Crescenzio Sepe (* 1943) |

In den Erzbistümern Guayaquil, Tokio, Porto Alegre und Algier gab es früher bereits Kardinäle, jedoch noch keine Kardinalstradition. 

Fünf neuernannte Kardinäle kommen aus einem Bistum, welches noch nie einen Kardinal zum Bischof hatte. Sehr ungewöhnlich sind die Ernennungen von Fabio Baggio, welcher nur Untersekretär einer Vatikanbehörde ist, George Jacob Koovakad, welcher bei seiner Ernennung nur Beamter im Staatssekretariat war und Timothy Radcliffe, welcher kein Bischof ist und auch nicht geweiht werden wird. Mit ihm hat die Kirche erstmals seit Roberto Tucci somit wieder einen wahlberechtigten Kardinal, der dauerhaft kein Bischof ist.

## Verbliebene Kardinalsanwärter
| Name                        | Geburtsdatum       | Kirchliches Amt                                         | Beginn der Amtszeit | Nationalität          | Vorgänger |
| --------------------------- | ------------------ | ------------------------------------------------------- | ------------------- | --------------------- | --- |
| Allen Vigneron              | 21. Oktober 1948   | Erzbischof von Detroit                                  | 5. Januar 2009      | Vereinigte Staaten    | Adam Joseph Maida (* 1930) |
| José Horacio Gómez          | 26. Dezember 1951  | Erzbischof von Los Angeles                              | 1. März 2011        | Vereinigte Staaten    | Roger Michael Mahony (* 1936) |
| Swjatoslaw Schewtschuk      | 5. Mai 1970        | Großerzbischof von Kiew-Halytsch                        | 25. März 2011       | Ukraine               | Ljubomyr Husar (1933–2017) |
| Francesco Moraglia          | 25. Mai 1953       | Patriarch von Venedig                                   | 31. Januar 2012     | Italien               | Angelo Scola (* 1941) |
| Christian Lépine            | 18. September 1951 | Erzbischof von Montréal                                 | 20. März 2012       | Kanada                | Jean-Claude Turcotte (1936–2015) |
| Ibrahim Isaac Sidrak        | 19. August 1955    | Koptisch-katholischer Patriarch von Alexandria          | 18. Januar 2013     | Ägypten               | Antonios Naguib (1935–2022) |
| Eamon Martin                | 30. Oktober 1961   | Erzbischof von Armagh                                   | 8. September 2014   | Irland und Nordirland | Seán Brady (* 1939) |
| Anthony Fisher              | 10. März 1960      | Erzbischof von Sydney                                   | 18. September 2014  | Australien            | George Pell (1941–2023, seit 2014 Kurienkardinal) |
| Heiner Koch                 | 13. Juni 1954      | Erzbischof von Berlin                                   | 19. September 2015  | Deutschland           | Rainer Maria Woelki (* 1956) |
| Corrado Lorefice            | 12. Oktober 1962   | Erzbischof von Palermo                                  | 27. Oktober 2015    | Italien               | Paolo Romeo (* 1938) |
| Marek Jędraszewski          | 24. Februar 1949   | Erzbischof von Krakau                                   | 8. Dezember 2016    | Polen                 | Stanisław Dziwisz (* 1939) |
| Mario Delpini               | 29. Juli 1951      | Erzbischof von Mailand                                  | 7. Juli 2017        | Italien               | Angelo Scola (* 1941) |
| Filippo Iannone             | 13. Dezember 1957  | Präsident des Päpstlichen Rates für die Gesetzestexte   | 7. April 2018       | Italien               | Francesco Coccopalmerio (* 1938) |
| Joseph Vu Van Thien         | 26. Oktober 1960   | Erzbischof von Hanoi                                    | 17. November 2018   | Vietnam               | Pierre Nguyễn Văn Nhơn (* 1938) |
| Alfredo Espinoza Mateus     | 22. April 1958     | Erzbischof von Quito                                    | 5. April 2019       | Ecuador               | Raúl Eduardo Vela Chiriboga (1934–2020) (als Kardinal) Fausto Gabriel Trávez Trávez (* 1941) (während seiner Amtszeit nicht zum Kardinal kreiert worden)  |
| Jude Thadaeus Ruwa’ichi     | 30. Januar 1954    | Erzbischof von Daressalam                               | 15. August 2019     | Tansania              | Polycarp Pengo (* 1944) |
| Francisco Cerro Chaves      | 18. Oktober 1957   | Erzbischof von Toledo                                   | 27. Dezember 2019   | Spanien               | Antonio Cañizares Llovera (* 1945) (als Kardinal) Braulio Rodríguez Plaza (* 1944), (während seiner Amtszeit 2009–2019 nicht zum Kardinal kreiert worden) |
| Nelson Jesus Perez          | 16. Juni 1961      | Erzbischof von Philadelphia                             | 23. Januar 2020     | Vereinigte Staaten    | Justin Francis Rigali (* 1935) (als Kardinal) Charles Joseph Chaput (* 1944) (während seiner Amtszeit nicht zum Kardinal kreiert worden)                  |
| Marco Tasca                 | 9. Juni 1957       | Erzbischof von Genua                                    | 8. Mai 2020         | Italien               | Angelo Bagnasco (* 1943) |
| Olivier de Germay           | 18. September 1960 | Erzbischof von Lyon                                     | 22. Oktober 2020    | Frankreich            | Philippe Barbarin (* 1950) |
| Josep Ángel Saiz Meneses    | 2. August 1956     | Erzbischof von Sevilla                                  | 17. April 2021      | Spanien               | Carlos Amigo Vallejo (1934–2022) (als Kardinal) Juan José Asenjo Pelegrina (* 1945) (während seiner Amtszeit nicht zum Kardinal kreiert worden)           |
| Peter Chung Soon-taek       | 5. August 1961     | Erzbischof von Seoul                                    | 28. Oktober 2021    | Südkorea              | Andrew Yeom Soo-jung (* 1943) |
| Laurent Ulrich              | 7. September 1951  | Erzbischof von Paris                                    | 26. April 2022      | Frankreich            | André Vingt-Trois (1942–2025) (als Kardinal) Michel Aupetit (* 1951) (während seiner Amtszeit nicht zum Kardinal kreiert worden)                          |
| Jan Graubner                | 29. August 1948    | Erzbischof von Prag                                     | 13. Mai 2022        | Tschechien            | Dominik Duka (* 1943) (als Kardinal) |
| Angelo Vincenzo Zani        | 24. März 1950      | Archivar und Bibliothekar der Heiligen Römischen Kirche | 26. September 2022  | Italien               | José Tolentino Calaça de Mendonça (* 1965) |
| Dražen Kutleša              | 25. September 1968 | Erzbischof von Zagreb                                   | 15. April 2023      | Kroatien              | Josip Bozanić (* 1949) |
| Paul Martin                 | 5. Mai 1967        | Erzbischof von Wellington                               | 5. Mai 2023         | Neuseeland            | John Atcherley Dew (* 1948) |
| Jorge Ignacio García Cuerva | 12. April 1968     | Erzbischof von Buenos Aires                             | 26. Mai 2023        | Argentinien           | Mario Aurelio Poli (* 1947) |
| Jean De Dieu Raoelison      | 31. Juli 1963      | Erzbischof von Antananarivo                             | 5. Juni 2023        | Madagaskar            | Armand Gaétan Razafindratandra (1925–2010) Odon Marie Arsène Razanakolona (* 1946) (während seiner Amtszeit nicht zum Kardinal kreiert worden)            |
| Luc Terlinden               | 17. Oktober 1968   | Erzbischof von Mecheln-Brüssel                          | 22. Juni 2023       | Belgien               | Jozef De Kesel (* 1947) |
| Rui Manuel Sousa Valério    | 24. Dezember 1964  | Patriarch von Lissabon                                  | 10. August 2023     | Portugal              | Manuel Clemente (* 1948) |
| Giordano Piccinotti         | 23. Februar 1975   | Präsident der Güterverwaltung des Apostolischen Stuhls  | 2. Oktober 2023     | Italien               | Domenico Calcagno (* 1943) (als Kardinal) Nunzio Galantino (* 1948) (während seiner Amtszeit nicht zum Kardinal kreiert worden)                           |
| Raphael Thattil             | 21. April 1956     | Großerzbischof von Ernakulam-Angamaly                   | 9. Januar 2024      | Indien                | George Alencherry (* 1945) |
| Gherardo Gambelli           | 23. Juni 1969      | Erzbischof von Florenz                                  | 18. April 2024      | Italien               | Giuseppe Betori (* 1947) |
| Raúl Biord Castillo         | 23. Oktober 1962   | Erzbischof von Caracas                                  | 28. Juni 2024       | Venezuela             | Baltazar Porras (* 1944) |
| Richard Henning             | 17. Oktober 1964   | Erzbischof von Boston                                   | 5. August 2024      | Vereinigte Staaten    | Seán Patrick O’Malley (* 1944) |
| Adrian Józef Galbas         | 26. Januar 1968    | Erzbischof von Warschau                                 | 4. November 2024    | Polen                 | Kazimierz Nycz (* 1950) |
| John Rodrigues              | 21. August 1967    | Erzbischof von Bombay                                   | 25. Januar 2025     | Indien                | Oswald Gracias (* 1944) |

Bischöfe, die erst kurz im Amt sind, wurden eventuell erst nach dem letzten Konsistorium in ihr Amt berufen. Die Tatsache, dass der Vorgänger noch im wahlberechtigten Alter ist, mag eine Rolle spielen, stellt aber definitiv keinen Ausschließungsgrund dar, da sowohl Johannes Paul II. als auch Benedikt XVI. und Franziskus Kardinäle ernannt haben, deren Vorgänger unter 80 Jahre alt waren.
Für die unierten Patriarchen schien bis 2012 zu gelten, dass sie erst nach dem Tod ihrer Vorgänger, die als Kardinalbischöfe dem Kollegium angehörten, Chance auf den Kardinalspurpur haben. Mit Bechara Boutros Rai wurde am 24. November 2012 erstmals ein unierter Patriarch zu Lebzeiten seines Vorgängers, der allerdings zu diesem Zeitpunkt nicht mehr wahlberechtigt war, zum Kardinal erhoben.
In der Regel gilt, dass Kongregationspräfekten schneller als Erzbischöfe und Ratspräsidenten zu Kardinälen berufen werden.
Anders verhält es sich jedoch bei jenen Erzbischöfen, die eigentlich ein Erzbistum mit Kardinalstradition innehaben, aber nun schon bei mehreren Konsistorien nicht berücksichtigt wurden. Dies kann meist entweder durch eine problematische Situation der Kirche in dieser Diözese beziehungsweise dem Land oder durch einen Wechsel der Kardinalstradition auf ein anderes Erzbistum erklärt werden.
Beobachtungswert ist die Funktion des Archivars und Bibliothekars der Heiligen Römischen Kirche, da mit 1. September 2018 der erste Amtsinhaber seine Amtszeit beendet hat, ohne zum Kardinal erhoben worden zu sein. Sein Nachfolger José Tolentino Calaça de Mendonça wurde nach 16 Monaten Amtszeit ernannt.